# Paro agropecuario patronal en Argentina de 2008

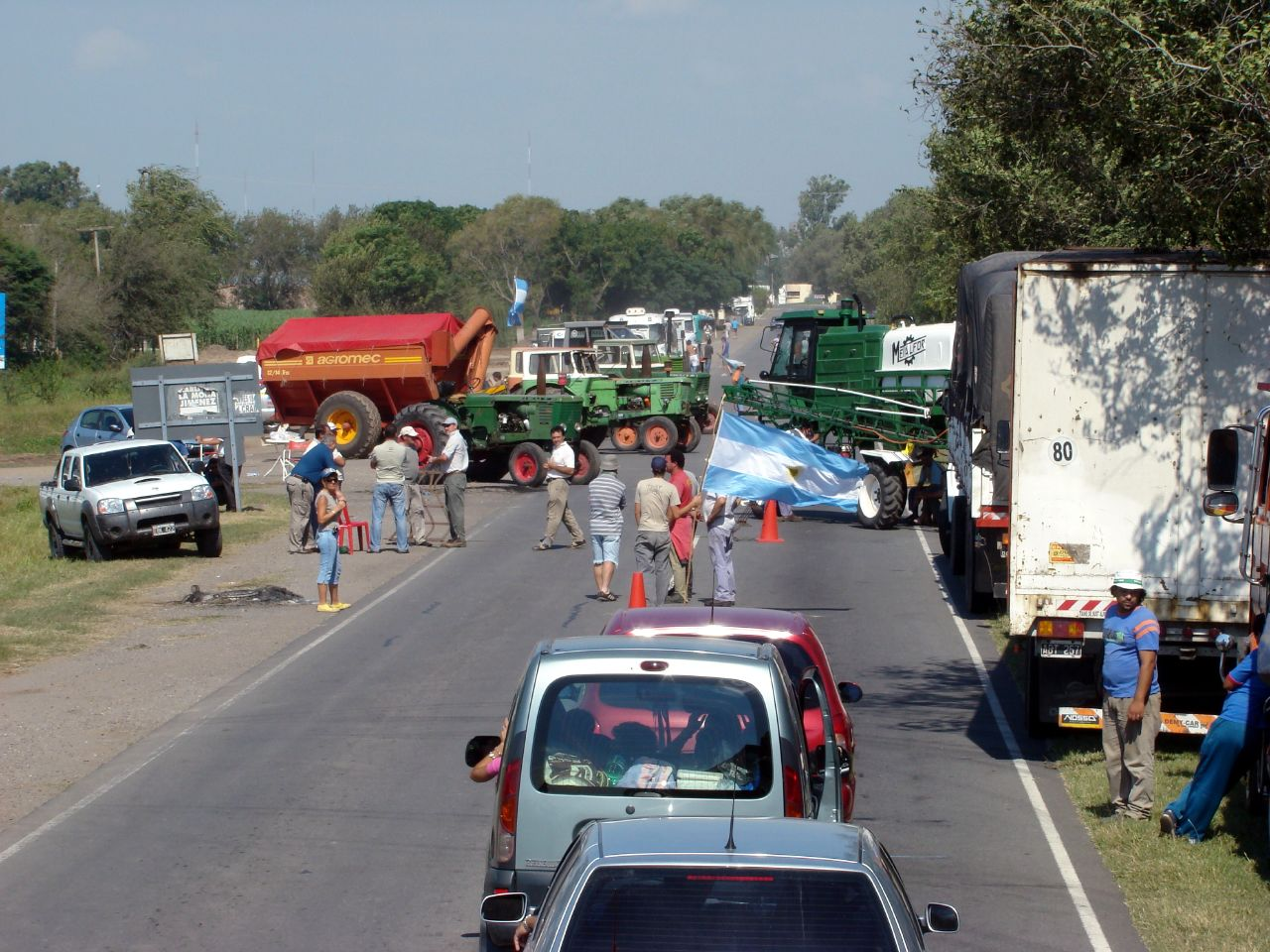
Corte de ruta de productores agropecuarios sobre la Ruta Nacional 9, en jurisdicción de Oliva (provincia de Córdoba), cerca de Villa María, 25 de marzo de 2008

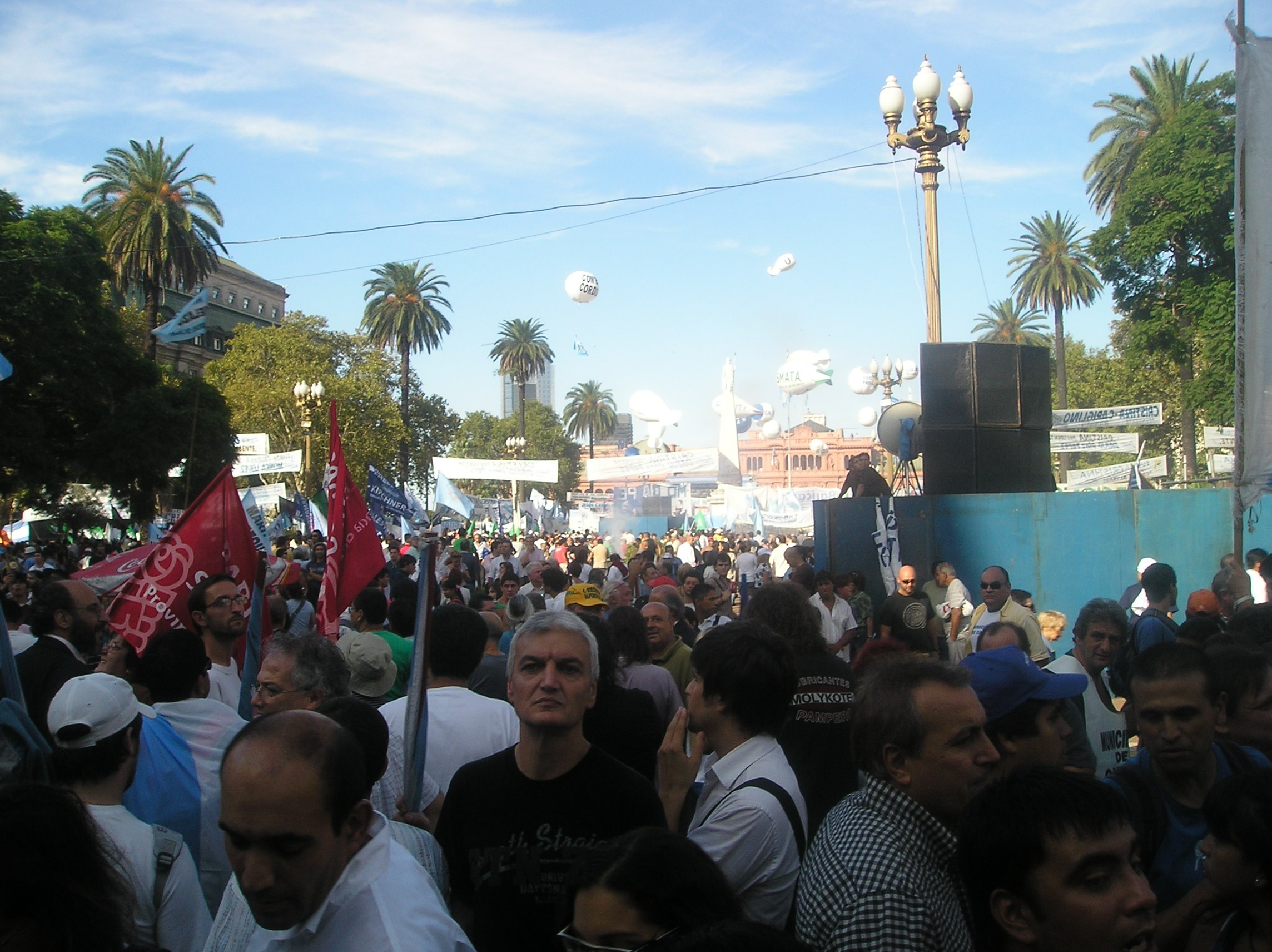
Marcha a Plaza de Mayo de apoyo al Gobierno frente el paro empresarial agropecuario, el 1 de abril de 2008.

El paro patronal agropecuario en Argentina de 2008 fue un extenso conflicto en el que el sector agropecuario argentino tomó medidas de acción directa contra la Resolución n.º 125/2008 emitida durante la presidencia de Cristina Fernández de Kirchner, que establecía un sistema móvil para las retenciones impositivas a las exportaciones de soja, el trigo y el maíz.
La medida patronal se extendió por 129 días, desde el 11 de marzo de 2008 hasta el 18 de julio del mismo año. Al conflicto se le sumó un paro de los empresarios transportistas con bloqueo de rutas, que agravó la situación y el abastecimiento de las ciudades. El proceso tuvo una alta politización, el oficialismo, parte de la oposición, periodistas y dirigentes de derechos humanos denunciaron que tenía fines «golpistas», mientras que los organizadores lo negaron.
Durante el conflicto se produjo la renuncia del ministro Lousteau, autor de la Resolución 125, cuestionada por los empresarios rurales, pero también por sectores del gobierno y la oposición. Posterior a la renuncia del ministro, el 17 de junio de 2008, la presidenta Fernández de Kirchner, envió al Congreso un proyecto de ley sobre las retenciones a las exportaciones de granos y las compensaciones a los pequeños productores, con el fin de que fuera el Poder Legislativo el que resolviera en definitiva la situación. Luego de ser aprobado por la Cámara de Diputados, el proyecto tuvo una votación empatada en el Senado, razón por la cual debió desempatar el vicepresidente de la Nación, Julio Cobos, quien lo hizo negativamente en la madrugada del 17 de julio de 2008. Al día siguiente, la presidenta de la Nación ordenó dejar sin efecto la Resolución 125/08.
El 3 de octubre de 2008 las patronales declararon un nuevo paro por seis días con cortes parciales de rutas en caso de ser necesario, esta vez para reclamar la completa anulación de las retenciones a la exportación.

## Marco económico de la producción agropecuaria

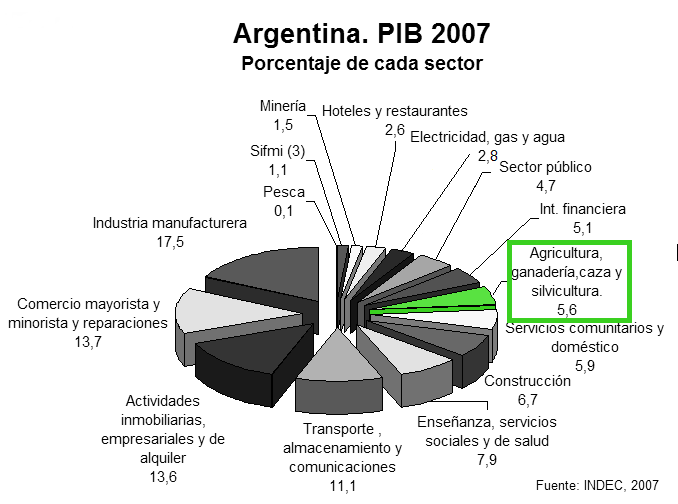
Estructura del PBI, 2007, señalando la parte correspondiente al agro (5,61 %).

En la Argentina suele utilizarse la expresión «el campo» para referirse a las actividades rurales primarias. Con un sentido estricto, la expresión está utilizada para hacer mención de la actividad agro-ganadera (o agropecuaria) de la región pampeana, donde se concentra mayoritariamente la producción de granos y la ganadería vacuna. Con un sentido más amplio, la expresión se utiliza para referirse a las actividades rurales que se realizan en el resto del país, que también suelen estar incluidas en la expresión «economías regionales».
Toda la producción rural incluido el sector forestal, representaba en 2007 el 5,61 % del PBI total, empleando un 5 % (325.000) del total de trabajadores registrados (formales) en el país.
Sin embargo, las oleaginosas (soja y girasol), los cereales (maíz y trigo) y la carne bovina, constituyen sumadas el 18,2 % del total de las exportaciones, a la vez que las manufacturas de origen agropecuario (MOA) constituyen poco más de la mitad del total de las manufacturas exportadas.
El Censo Agropecuario de 2002 estableció que en la Argentina existían 333.533 establecimientos agropecuarios, un 21 % menos de los 421.221 que registró el censo de 1988, y casi la mitad de los 600.000 censados en 1966. De ellos 137.021, casi la mitad, poseen 2,28 millones de hectáreas (16,7 ha cada uno), mientras que 936 propietarios poseen 35,51 millones de hectáreas (38.000 ha cada uno).
La superficie agropecuaria es de 174,8 millones de hectáreas, de las cuales 57 millones se encuentran en la Patagonia.
De aquel total 38,1 millones de hectáreas se encuentran implantadas, y el 90 % de ellas se encuentran en la región pampeana.
Mientras que en 2002, la siembra de granos (oleaginosas y cereales) abarcó 23 millones de ha, en la campaña 2007/2008 la superficie sembrada con granos alcanzó 30,7 millones de ha, de las cuales 16,9 millones se dedicaron a la soja.
El censo agropecuario contabilizó 138.328 establecimientos en la región pampeana, con 73,7 millones de hectáreas en conjunto. Como ha sido tradicional, debido al predominio de la estancia, existe en la Argentina una considerable concentración de la propiedad rural, resultado del cual un 3,7 % de los productores son dueños del 40 % de la tierra.
| Hasta 500 ha             | 106.784 | 15.854.776 | 77,2 | 21,5 |
| Entre 501 y 2500 ha      | 26.417  | 27.856.707 | 19,1 | 37,7 |
| Entre 2501 y 10000 ha    | 4.643   | 20.882.973 | 3,4  | 28,3 |
| Más de 10000 ha          | 484     | 9.165.034  | 0,3  | 12,4 |
| Censo Agropecuario 2002. |         |            |      |      |

### Aumento del valor de la tierra

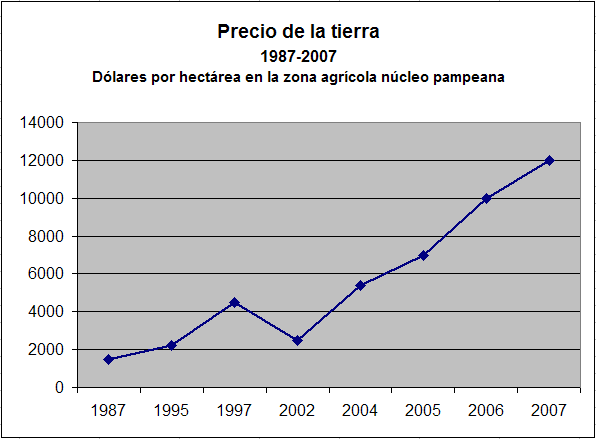
Aumento del valor de la tierra. Entre 2002 y 2007, la tierra aumentó un 380 % (en dólares).

Uno de los fenómenos más notables sucedidos a partir de 2003, es el aumento sostenido del precio de la tierra, de la mano del aumento de su rentabilidad, alcanzando un 380 % de aumento en dólares para 2007. Se trata de un fenómeno de raíces globales.
El valor de la tierra en la región agroganadera pampeana ya había tenido un pico histórico en 1997, que el diario Clarín (Buenos Aires) calificó entonces como un «revival de la pasión por la tierra, que remeda la epopeya de las pampas un siglo atrás».
De este modo, el precio de la hectárea en las zonas más fértiles del norte de la provincia de Buenos Aires y el sur de Santa Fe, fue pasando de 1500 dólares (en 1987), a 2225 dólares (en 1995), 4500 dólares (en 1997), cayendo nuevamente a 2500 dólares (en 2002), pero trepando a 15 000 (en 2008).
Ello ha impulsado a una gran cantidad de propietarios, estimada entre el 40 % y el 80 %, según la zona, a arrendar sus tierras a las grandes empresas y pools de siembra, para volverse rentistas. En la región pampeana esa renta oscila desde 8.300 dólares mensuales para un pequeño propietario de 200 ha y 41.600 dólares mensuales para un propietario de 1000 ha; en los años noventa, esas mismas tierras generaban una renta pura, seis veces menor, insuficiente para que el propietario pequeño y mediano pudiera vivir de las rentas, debido a lo cual prácticamente la totalidad de ellos trabajaba sus propias tierras.
El aumento de la tierra ha impulsado también un alza generalizada del costo de los alimentos, que presiona sobre los precios, en particular los de la leche, el trigo y la carne vacuna, componentes esenciales de la dieta de la población.

### Economías regionales
La producción de leche es de alrededor de 10 mil millones de litros anuales y los huevos, unos 650 millones de docenas. Su producción, así como el de las industrias lácteas afines (medio millón de toneladas de queso, sobre todo), se vio favorecido por la devaluación de 2002 del peso argentino, ya que esta producción puesta cuesta muy por debajo del precio internacional. Este aumento de la leche y las exportaciones de productos lácteos, pero también ha aumentado sus precios locales.
La producción forestal y maderera, principalmente pinos y eucaliptos, se había expandiendo, con centro en las provincias mesopotámicas, la productividad también tuvo un aumento considerable. En 8 años la industria maderera incrementó en 132 % su producción y la de muebles en 115 %.

### Organizaciones y entidades rurales
Los distintos sectores rurales argentinos, están organizados en asociaciones de distintas características. Desde el punto de vista de las relaciones laborales, pueden distinguirse las asociaciones sindicales (que agrupan a los trabajadores asalariados), las asociaciones patronales (que agrupan a los empleadores), y las asociaciones de campesinos (que agrupan a minifundistas que utilizan solo mano de obra propia). Desde el punto de vista de valor agregado de cada sector, pueden distinguirse las asociaciones rurales de las asociaciones agroindustriales. Y desde el punto de vista territorial, hay que distinguir la zona de actuación o preponderancia de cada asociación.

#### Organizaciones patronales rurales
En la Argentina, existen cinco asociaciones patronales, que representan a los productores rurales, a los propietarios de tierras y a los empresarios de maquinarias para faenas rurales: la Sociedad Rural Argentina (SRA), la Federación Agraria Argentina (FAA), Confederaciones Rurales Argentinas (CRA), CONINAGRO y la Federación Argentina de Contratistas de Máquinas Agrícolas. El paro agropecuario fue declarado conjuntamente por las cuatro primeras organizaciones y son ellas las que negocian con el Gobierno, articulando su accionar por medio de una Mesa de Enlace.
- La Sociedad Rural Argentina (SRA), fundada en 1866, es la más antigua de las asociaciones rurales y una de las más antiguas e influyentes organizaciones privadas del país. Tiene solo 8000 socios, pero su poder proviene de agrupar a los grandes propietarios de tierra, principalmente de la provincia de Buenos Aires. Se la identifica con lo que varios sectores políticos y sociales denominan «la oligarquía terrateniente»,[22] para referirse a un pequeño grupo con mucho poder político y económico, derivado de sus posesiones de tierra, llamadas también "estancias". Históricamente ha estado estrechamente vinculada a los sectores más conservadores y a todos los golpes de Estado. Algunos estudiosos sostienen que en las últimas décadas su control sobre la producción agropecuaria se ha reducido debido a la fragmentación de la propiedad entre herederos, y la importancia que han adquirido en el sector rural nuevos actores empresariales, como los grandes grupos económicos, las grandes empresas agroindustriales y los pools de siembra. El presidente para los períodos 2002-2004, 2005-2006 y 2007-2008, es Luciano Miguens, un estanciero propietario de 2200 hectáreas en la provincia de Buenos Aires.

- La Federación Agraria Argentina (FAA), fundada en 1912, surgió de una gran rebelión de pequeños propietarios y arrendatarios rurales contra los abusos de los grandes terratenientes agrupados en la Sociedad Rural Argentina, conocida como el Grito de Alcorta. Se la identifica con los pequeños y medianos propietarios de tierras, conocidos como «chacareros», mayoritariamente de origen italiano, en las provincias de Santa Fe, Entre Ríos y Córdoba. La FAA se distingue también de las otras entidades patronales rurales, por agrupar a minifundistas de la zona extra pampeana, especialmente en Santiago del Estero y Tucumán. [cita requerida]La FAA se ha caracterizado por impulsar posiciones políticas de centro izquierda, y mantenerse cercana de partidos políticos como el Partido Justicialista, la Unión Cívica Radical, el Partido Socialista, el Partido Demócrata Progresista y el Partido Comunista Revolucionario. Ha establecido también alianzas con grupos como la Central de los Trabajadores Argentinos (CTA) y la Federación Universitaria Argentina (FUA). El presidente desde 2001 es Eduardo Buzzi, un peronista de derechas, que se desempeña como dirigente agrario desde los años setenta y que gestiona 108 hectáreas en la provincia de Santa Fe.[23]

- Confederaciones Rurales Argentinas (CRA), fundada en 1943. Se trata de una asociación confederal presente en todo el país, que reúne a 13 confederaciones y federaciones regionales, las que a su vez agrupan a 109.000 propietarios de tierras, tanto grandes, como medianos y pequeños. Su organización más poderosa es la Confederación de Asociaciones Rurales de Buenos Aires y La Pampa (CARBAP) creada en 1932. En general ha mantenido posiciones conservadoras y cercanas a la Sociedad Rural Argentina, pero se diferencia de esta por la gran cantidad de asociados que posee, de todos los estratos de propietarios de tierras y en todo el país. Su presidente desde 1994 es Mario Llambías, un agrimensor que ha sido directivo de CRA desde 1973 y su presidente desde 1994.

- CONINAGRO, sigla por la que se conoce a la Confederación Intercooperativa Agropecuaria Cooperativa Limitada, es una organización que agrupa al sector cooperativo agrario. Fundada en 1956, reúne a diez federaciones que, a su vez agrupan a 120.000 empresas cooperativas agrarias, mayoritariamente en la región pampeana. Un 20,5 % del total de cereales y oleaginosas producidos en el país corresponden a cooperativas asociadas a CONINAGRO. Es también una importante exportadora. La principal empresa que la integra es Sancor, una de las principales empresas lácteas de la Argentina, que en realidad es una unión de cooperativas ubicadas en la llamada «cuenca lechera» que se extiende entre la ciudad de San Francisco en Córdoba, hasta las ciudades de Sunchales y Rafaela en Santa Fe. Su presidente desde 2006 es Fernando Gioino, dirigente de Sancor desde 1975.

- Federación Argentina de Contratistas de Máquinas Agrícolas (FACMA), fundada en 1986, con sede en Casilda (provincia de Santa Fe). Es una federación de ocho asociaciones patronales, que agrupan a unos 3500 propietarios de máquinas que realizan las principales labores agrícolas (siembra, fumigación, cosecha), llegando a realizar el 80-85 % de ellas.[24] FACMA adhirió al paro rural, pero no integra la Mesa de Enlace ni participa de las negociaciones.

#### Organizaciones patronales de las industrias de productos agro-ganaderos
Existen numerosas cámaras patronales de empresas manufactureras de productos de origen agro-ganadero. En general pueden dividirse en dos grandes ramas: las que producen alimentos y las que producen bienes no alimentarios. En general estas industrias no resultan afectadas por las retenciones a las exportaciones de granos, con excepción de la industria de aceites vegetales, que ocupa el primer lugar mundial entre las exportadoras y se encuentra organizada en CIARA, íntimamente relacionada con los productores de oleaginosas. CIARA ha cuestionado el aumento de las retenciones dispuesto por la Resolución 125/2008, así como la «demonización» de la expansión de los cultivos de soja realizados tanto desde las organizaciones en paro como desde el Gobierno, pero no ha adherido al paro.
- Asociación de Semilleros Argentinos (ASA).
- Cámara Algodonera Argentina
- Cámara Argentina de Fabricantes de Maquinaria Agrícola (CAFMA).
- Cámara de la Industria Aceitera de la República Argentina (CIARA).
- Cámara de la Industria del Calzado
- Cámara de Sanidad Agropecuaria y Fertilizantes (CASAFE).
- Cámara de Semilleros Multiplicadores (CASEM).
- Cámara Industrial Argentina de la Indumentaria
- Coordinadora de las Industrias de Productos Alimenticios (COPAL).

#### Otras organizaciones empresariales relacionadas con el agro
Otras organizaciones empresariales relacionadas con el agro, pero sin la representación patronal del sector son la Asociación Argentina de Consorcios Regionales de Experimentación Agropecuaria (AACREA), Asociación Argentina de Grasas y Aceites (ASAGA), Asociación Argentina de Poscosecha de Granos (APOSGRAN), Asociación Argentina de Productores en Siembra Directa - AAPRESID, Asociación de la Cadena de la Soja de Argentina (ACSoja), Prosoja, Centro de Exportadores de Cereales (CEC), Bolsa de Cereales de Buenos Aires, Bolsa de Cereales de Córdoba, Bolsa de Cereales de Entre Ríos, Cámara Arbitral de la Bolsa de Cereales de Buenos Aires, Centro de Corredores de Cereales de Rosario, Centro de Corredores, Comisionistas y Consignatarios de Cereales y Oleaginosas de Santa Fe, Federación de Centros y Entidades Gremiales de Acopiadores de Cereales, etc.
También es de considerable importancia el Foro de la Cadena Agroindustrial Argentina, una instancia de articulación entre 39 influyentes asociaciones empresariales, desde la Sociedad Rural Argentina hasta la Asociación de Bancos, el Centro Azucarero o la Cámara de Puertos Privados.

#### Organizaciones de campesinos
Las organizaciones de campesinos, definiéndose como muy pequeños propietarios o tenedores de tierras, se encuentran en general organizadas fuera de la región pampeana. Muchas incluyen a las comunidades indígenas. Frente al paro agropecuario declarado por las cuatro organizaciones patronales, algunas organizaciones campesinas han establecido distancia, acusándolas de defender exclusivamente los intereses de su propio sector, sin contemplar las necesidades y reclamos de los campesinos. Entre ellas se encuentran:
- Foro Nacional de Agricultura Familiar (FONAF), relacionado con la Federación Agraria Argentina.
- Mesa Nacional de Organizaciones de Productores Familiares de Argentina.
- Movimiento Campesino de Santiago del Estero (MOCASE),[27]
- Movimiento Agrario Misionero (MAM).
- Movimiento Campesino de Córdoba (MOCACO - APENOC, UCAN, OCUNC, UCATRAS, Organizaciones de Cruz del Eje)[28]
- Movimiento Campesino de Formosa (MOCAFOR).
- Movimiento Campesino de Jujuy (MOCAJU).
- Movimiento Campesino de Misiones (MOCAMI).
- Movimiento Campesino de Santiago del Estero (MOCASE-Vía Campesina),[29]
- Movimiento de Mujeres Agropecuarias en Lucha (MML),[30]
- Movimiento Nacional Campesino Indígena,[31]
- Red Puna.
- Unión de Jóvenes Campesinos de Cuyo.
- Unión de Pequeños Productores del Chaco (UNPEPROCH).
- Unión de Trabajadores Rurales Sin Tierra de Mendoza.

Algunas de estas organizaciones están afiliadas a la Federación de Tierra y Vivienda, que lidera Luis D'Elía, una de las ramas de la Central de los Trabajadores Argentinos (CTA).
El 3 de junio de 2008, el Frente Nacional Campesino manifestó su repudio al paro agropecuario organizado por SRA, FAA, CRA y CONINAGRO. Organizaciones de pequeños propietarios y tenedores de tierras, en general fuera de la región pampeana, establecieron distancia de lo dispuesto por las cuatro entidades, acusándolas de defender exclusivamente los intereses de su propio sector, y rechazaron el lock out; entre ellas el Foro Nacional de Agricultura Familiar (FONAF), la Mesa Nacional de Organizaciones de Productores Familiares de Argentina, el Movimiento Agrario Misionero (MAM), el Movimiento Campesino de Córdoba, el Movimiento Campesino de Formosa, el Movimiento Campesino de Jujuy, el Movimiento Campesino de Misiones, el Movimiento Campesino de Santiago del Estero, etc. y el Movimiento Nacional Campesino Indígena, y el Frente Nacional Campesino que manifestó su repudio al paro agropecuario organizado por SRA, FAA, CRA y CONINAGRO.

#### Sindicatos
Entre las entidades de productores agropecuarios, también se encuentran incluidas los sindicatos de trabajadores rurales, siendo el más importante de ellos, la Unión Argentina de Trabajadores Rurales y Estibadores (UATRE), que representa a unos 500.000 trabajadores en relación de dependencia del sector. UATRE decidió mantener una posición equidistante entre las organizaciones patronales en paro y el Gobierno, ofreciéndose como mediador entre ambos «para que haya negociación y se alcancen acuerdos que permitan salir de este conflicto que ha provocado pérdidas irreparables para el país».
Otros sindicatos relacionados con la producción de alimentos, son el Sindicato de Trabajadores de Industrias de la Alimentación (STIA), el Sindicato de Obreros y Empleados Aceiteros de Rosario, el Sindicato del Personal de la Industria Aceitera, la Federación de los Trabajadores de la Industria de la Carne, la Federación Obrera Tucumana de la Industria del Azúcar (FOTIA), la Federación Argentina de Trabajadores de Aguas Gaseosas (FATAG), el Sindicato de Obreros y Empleados de la Industria del Chacinado, el Sindicato Argentino de Trabajadores de la Industria Fideera, la Asociación Trabajadores Lecheros, la Unión Obrera Molinera Argentina, el Sindicato de Trabajadores de la Industria de Pastas Alimenticias, la Federación Argentina de Obreros Pasteleros, Confiteros, Heladeros, Pizzeros y Alfajoreros, etc. En la industrialización de productos agropecuarios que no son alimentos se destacan la Asociación Obrera Textil (AOT), el Sindicato de Trabajadores de la Industria del Calzado, la Federación Argentina de Trabajadores de la Industria del Cuero, el Sindicato de Obreros y Empleados Vitivinícolas (SOEVA), la Federación Argentina de Trabajadores Cerveceros, el Sindicato de Trabajadores del Tabaco, entre otros.

## Antecedentes
En 1998, la economía argentina comenzó una grave recesión que se extendería hasta 2002 y que tendría su momento culminante en la crisis política, económica y social que provocó la caída del presidente Fernando de la Rúa. A partir de 2003, el país se recuperó económicamente, a través de una serie de medidas y factores, como el establecimiento de una política de dólar alto, el incremento de los precios internacionales de los principales productos de exportación del país, los altos ingresos por exportaciones de soja y petróleo, y una recuperación sostenida de la actividad industrial y el empleo formal. Este esquema económico se complementó con un sistema de retenciones a las exportaciones de soja, girasol, maíz, trigo, los aceites derivados, el petróleo y otros productos, impuestos con el fin declarado de compensar el plus de ganancia generado por el tipo de dólar alto, regular la oferta de dólares con el fin de evitar su descenso, moderar el impacto sobre los alimentos y la energía de los altos precios internacionales y desalentar la exportación de bienes con menor valor agregado.

### Las retenciones a la exportación
Las retenciones a las exportaciones han sido un mecanismo de recaudación tributaria relativamente habitual en la historia económica de la Argentina. Establecidas por primera vez en 1862 por el presidente Bartolomé Mitre, se mantuvieron casi sin modificaciones hasta 1905, durante el modelo agroexportador llevado adelante por los gobiernos conservadores-liberales del Partido Autonomista Nacional. La Unión Cívica Radical volvió a establecerlos entre 1918 y 1925, durante las presidencias de Hipólito Yrigoyen y Marcelo T. de Alvear. Las llamadas «Revolución Libertadora» en 1955, y «Revolución Argentina» en 1967, también establecieron retenciones a la exportaciones, alcanzando en este último caso un monto del 40 %.
También durante el Gobierno de Raúl Alfonsín y la primera etapa de los dos Gobiernos de Carlos Menem se impusieron considerables tasas de retenciones a las exportaciones agropecuarias, llegando en este último caso a tasas del 44 % para la soja y del 33 % para el maíz y el trigo.
A partir de 1991, el presidente Carlos Menem adoptó una posición contraria a las retenciones a las exportaciones, dejando sin efecto las que se imponían a maíz, el trigo, el sorgo y los derivados manufacturados de la soja, y reduciendo la de esta última y e girasol, cuando se exportaban en bruto, al 3 %. Esto resulta coherente con su política monetaria de dólar bajo o convertibilidad.
Luego de la crisis de 2001, el presidente Eduardo Duhalde tomó la decisión de aumentar las retenciones a la exportación en abril de 2002, luego de un amplio debate en el gabinete en el que se registraron posiciones encontradas.
La medida fue propuesta por el ministro de Economía Remes Lenicov, con el apoyo del Fondo Monetario Internacional, sosteniendo que se trataba del único modo de financiar el déficit del presupuesto y que, además, parte de dichos fondos podrían financiar el plan de subsidios a los desocupados que había anunciado el presidente Duhalde.
Duhalde se oponía inicialmente a elevar las retenciones a las exportaciones, ante los argumentos que sostenían que su aplicación profundizaría la recesión, pero luego cambió de opinión, aceptando un sistema que no fuera general. Se establecieron excepciones para los bienes con alto valor agregado y esenciales para las economías regionales, como la miel y los limones. Finalmente decidió aumentar las retenciones a la exportación de granos (maíz y trigo) y oleaginosas (soja y girasol), llevándolas a un 20 % promedio, un 10 % para productos manufacturados, y un 5 % para el calzado.
El Gobierno evaluó también la posibilidad de establecer un sistema de retenciones móviles «que acompañaran la cotización del dólar», pero finalmente se impuso el sistema de retenciones fijas defendido por el ministro Lenicov.
La medida fue muy criticada por las organizaciones patronales agropecuarias que amenazaron con tomar medidas de fuerza:

Se está vislumbrando un paro, camionetazo o corte de ruta. Aún no se sabe qué, pero hay que adoptar una medida.
Dardo Chiesa, presidente de CARBAP.

Luego de una caída del precio internacional de la soja en 2005, su valor volvió a subir en los años subsiguientes, hasta alcanzar valores récord a comienzos de 2008. En ese contexto, el Gobierno del presidente Néstor Kirchner aumentó dos veces las retenciones en enero y noviembre de 2007, acanzando un porcentaje de 35 % para la soja en bruto, 32 % para el aceite, 28 % para el trigo y 25 % e maíz. Medidas similares se establecieron para el petróleo cuando el precio del barril llegó a 100 dólares en noviembre de 2007, elevando las retenciones al 45 %.
Adicionalmente el petróleo debe abonar regalías a cada una de las provincias en donde se encuentran los pozos.

### Denuncia de fraude en el cobro de las retenciones por las empresas exportadoras
El dirigente político peronista Mario Cafiero, denunció una serie de maniobras realizadas por las empresas exportadoras de granos, por medio de las cuales se apropian indebidamente de un porcentaje de las retenciones, en perjuicio del Estado y los productores agropecuarios.
Según Cafiero, al momento de comprar en el mercado interno las cerealeras descuentan al productor/vendedor la alícuota correspondiente de retenciones aplicada sobre precio FOB (Free On Board), cuando la ley establece que debe aplicarse sobre el precio neto que recibe el productor (a este precio se lo denomina como precio FAS, acrónimo de Free Along Shipping, al que hay que sumarle los gastos de comercialización). Por ejemplo, para una operación de exportación de soja a 500 dólares FOB las cerealeras descuentan Derechos de Exportación por un 43 por ciento al precio FOB, o sea 215 dólares, y por lo tanto liquidan un neto para el productor de 285 dólares. Pero de acuerdo con el Código Aduanero (artículo 737), los Derechos de Exportación deben aplicarse sobre el precio neto que percibe el exportador/productor y no sobre el precio FOB. Por lo tanto el Derecho de Exportación a cobrar legalmente sería de: 500(500/1,43)= 150 dólares, y por lo tanto el precio neto que debería recibir el exportador/productor debería ser de: 500-130= 350 dólares.
Por lo tanto, sostiene el político peronista, las exportadoras cerealeras informan al productor que debe pagar al Estado 215 dólares en concepto de retenciones, cuando en realidad luego, liquidan impuestos por 150. Suponiendo que las nuevas retenciones móviles anunciadas significaran para el complejo cerealero un promedio del 38 por ciento, Cafiero estima que las exportaciones totales del complejo podrían alcanzar los 35.000 millones de dólares. De utilizar los mecanismos denunciados, Cafiero sostiene que las empresas exportadoras le descontarían a los productores un 38 por ciento sobre el valor FOB, o sea, 13.448 millones de dólares, pero solo le abonarían al fisco un 38 por ciento del valor FAS, aproximadamente 9732 millones dólares. De este modo, la diferencia indebida de la que se apropiarían las exportadoras de granos, podría alcanzar los 3715 millones de dólares.
El hecho fue denunciado en el Juzgado en lo Criminal y Correccional Federal N.º 8, a cargo del juez Marcelo Martínez Di Giorgi.

### Reclamos y medidas de fuerzas anteriores de productores rurales
En agosto de 2006, la Federación Agraria Argentina (FAA) ―que agrupa principalmente a los pequeños y medianos productores de Santa Fe y Córdoba― dispuso un primer cierre patronal con bloqueo de rutas con el siguiente petitorio de reclamos:
- Solucionar el endeudamiento con el Banco Nación.
- Apoyo financiero estatal para la siembra de algodón.
- Subsidios del Estado para evitar la suba del precio del gasoil y normalización del suministro por parte de las empresas petroleras.
- Subsidio del Estado de 100 millones de pesos para compensar los daños causados por la sequía.
- Apertura inmediata de las exportaciones de carne bovina y aprobación de un Plan Ganadero.
- Subsidios del Estado para un Plan Estratégico de Desarrollo Rural.[44]

Esa primera medida fue dejada sin efecto debido al inicio de negociaciones entre los empresarios y el Ministerio de Economía a cargo entonces de la ministra Felisa Miceli. En un marco de insatisfacción de los productores con las propuestas gubernamentales, la Federación Agraria Argentina realizó el 28 y 29 de septiembre de 2006 su 94.º Congreso Nacional, en el que decidieron hacer efectivas medidas de acción directa.
En octubre de 2006 la FAA dispuso un primer cierre patronal con bloqueo de rutas en varias partes del país, repitiendo la medida en diciembre durante once días, esta vez en alianza con Confederaciones Rurales Argentinas (CRA) y la Sociedad Rural Argentina. En ese momento el grupo Pampa Sur, liderado por la diputada María del Carmen Alarcón sostuvo que la protesta empresaria «debe ser acompañada por una movilización masiva, ya sea a nivel regional, provincial y, en su momento, nacional», pero la generalización de la medida no prosperó.
El 4 de agosto de 2007, el presidente de la Sociedad Rural Argentina, Luciano Miguens, pronunció un crítico discurso sobre el modelo económico llevado adelante por el presidente Néstor Kirchner, cuestionando «el intervencionismo en los mercados» y proclamando que «ha llegado la hora de eliminar totalmente las retenciones».
El 28 de octubre de 2007 se realizaron elecciones en las que Cristina Fernández resultó elegida presidenta en primera vuelta con el 45,29 % de los votos positivos, afirmando que se continuaría con el plan económico que se estaba implementando desde 2002 y en especial las retenciones a los productos de exportación con menor valor agregado. Una de las propuestas de campaña de Cristina Fernández fue dar prioridad al proceso de redistribución de la riqueza que, luego de seis años continuados de crecimiento a tasas cercanas al 10 % anual, había quedado estancado, con un alto porcentaje de la población (26,9 %) aún bajo la línea de pobreza.

### La Resolución 125/2008: retenciones móviles

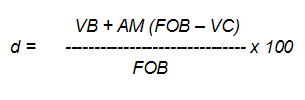
Fórmula para las retenciones móviles a la exportación establecidas por la Resolución 125/2008 (art. 1). El sistema de movilidad y los aumentos en las tasas de retención de la soja y el girasol desencadenaron protestas del sector agropecuario.

El 11 de marzo de 2008, el Ministro de Economía argentino, Martín Lousteau, anunció la sanción de la Resolución 125/2008, estableciendo un nuevo sistema de retenciones móviles a la exportación, sujetando su aumento o disminución a la evolución de los precios internacionales, de modo que, a mayor aumento del precio internacional, menor fuera su impacto en los precios internos. Adicionalmente se anunciaron incentivos para la industria lechera y una mesa de negociación para el sector de la carne bovina.
La resolución tiene diez artículos y un anexo. En el primer artículo se establece la fórmula matemática para determinar la tasa del derecho o retención, en proporción al aumento del precio internacional FOB (ver fórmula en la imagen). Los artículos 2, 3, 4 y 5 están referidos respectivamente al trigo, al maíz, a la soja y al girasol incluyendo, en cada uno, una tabla para calcular la retención que corresponde para cada uno de esos productos cuando fueran exportados en grano (sin industrializar), según el valor internacional alcanzado. Los porcentajes de retención resultantes son:
| Porcentaje de retención por precio y grano \| Precio FOB en USD \| Trigo (art. 2) % \| Maíz (art. 3) % \| Soja (art. 4) % \| Girasol (art. 5) % \| \| --------------------------- \| ---------------- \| --------------- \| --------------- \| ------------------ \| \| 179 \| 0,00 \| 0,00 \| 0,00 \| 0,00 \| \| 180 \| 0,00 \| 20,00 \| 0,00 \| 0,00 \| \| 199 \| 0,00 \| 22,39 \| 0,00 \| 0,00 \| \| 200 \| 20,00 \| 22,50 \| 23,50 \| 23,50 \| \| 300 \| 24,00 \| 40,00 \| 28,33 \| 25,33 \| \| 400 \| 30,00 \| \| 35,75 \| 28,75 \| \| 500 \| 39,80 \| \| 43,00 \| 33,80 \| \| 600 \| 46,33 \| \| 49,33 \| 41,17 \| \| 700 \| 53,29 \| \| 55,89 \| \| \| 750 \| 56,07 \| \| 58,47 \| \| \| Fuente: Resolución 125/2008 \| \| \| \| \| |                  |                 |                 |                    |
| Precio FOB en USD | Trigo (art. 2) % | Maíz (art. 3) % | Soja (art. 4) % | Girasol (art. 5) % |
| 179 | 0,00             | 0,00            | 0,00            | 0,00               |
| 180 | 0,00             | 20,00           | 0,00            | 0,00               |
| 199 | 0,00             | 22,39           | 0,00            | 0,00               |
| 200 | 20,00            | 22,50           | 23,50           | 23,50              |
| 300 | 24,00            | 40,00           | 28,33           | 25,33              |
| 400 | 30,00            |                 | 35,75           | 28,75              |
| 500 | 39,80            |                 | 43,00           | 33,80              |
| 600 | 46,33            |                 | 49,33           | 41,17              |
| 700 | 53,29            |                 | 55,89           |                    |
| 750 | 56,07            |                 | 58,47           |                    |
| Fuente: Resolución 125/2008 |                  |                 |                 |                    |

Ello significaba, a los precios internacionales del 11 de marzo, un aumento en la soja y el girasol y una disminución, en el maíz y el trigo.
En el artículo 7 se establece una tabla para calcular las retenciones a la exportación de productos industrializados derivados de los cuatro granos mencionados. En todos los casos el porcentaje de retención se reduce. Las mayores reducciones son de 10 puntos en el caso de la harina, extractos, pastas, preparaciones o mezclas derivadas del trigo para ser utilizadas en panadería, pastelería y galletitería. Las menores reducciones son de 2 puntos, para los derivados del girasol (aceites, tortas, harinas y pellets).
La medida del Gobierno se relacionaba directamente con el pronunciado aumento de precios alcanzado por la soja en los mercados internacionales a partir de febrero de 2008, y la inminencia de su cosecha, a partir del mes de abril. El sistema sería reformado tres veces: por el primero se corrigieron algunos errores en las tablas, por el segundo se dispuso el reintegro de las retenciones a los pequeños productores y por el tercero, se anularon las más altas tasas de retención marginal (95 %) que se establecían en caso de aumentos extremos.

## Inicio del paro

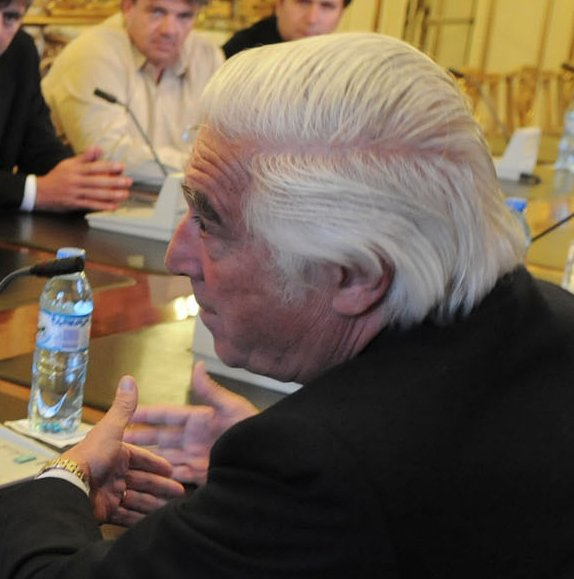
Luciano Miguens, presidente de la Sociedad Rural Argentina.

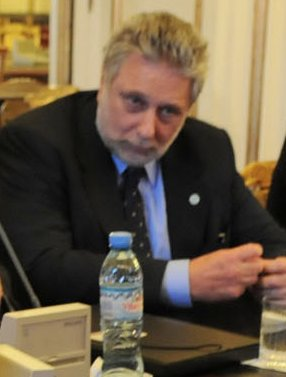
Mario Llambías, presidente de Confederaciones Rurales Argentinas.

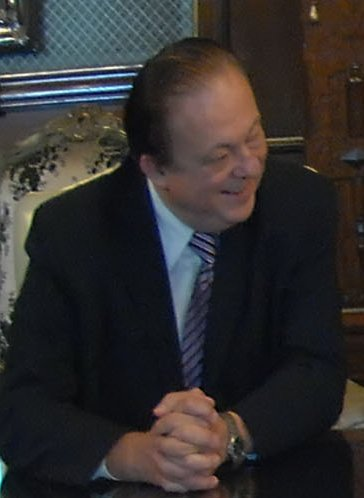
Fernando A. Gioino, perteneciente a SanCor y presidente de CONINAGRO.

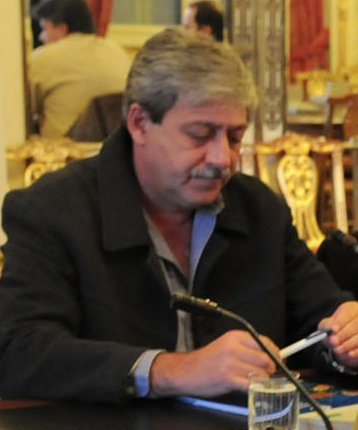
Eduardo Buzzi, presidente de la Federación Agraria Argentina.

### Posición de las organizaciones ruralistas
Al día siguiente del anuncio ministerial, el 12 de marzo de 2008, las cuatro asociaciones nacionales de empresarios agropecuarios: la Sociedad Rural Argentina (SRA), la Federación Agraria Argentina (FAA), las Confederaciones Rurales Argentinas (CRA) y CONINAGRO, declararon un cierre patronal de 48 horas a fin de lograr que el Gobierno dejara sin efecto el nuevo sistema de retenciones móviles, a ser implementado a partir del día 13.
Las cuatro asociaciones empresariales rurales actuaron bajo la dirección de:
- Luciano Miguens, presidente de la Sociedad Rural Argentina;
- Mario Llambías, presidente de Confederaciones Rurales Argentinas;
- Fernando A. Gioino, presidente de CONINAGRO;
- Eduardo Buzzi, presidente de la Federación Agraria Argentina.

La protesta empresaria tuvo como objetivo inmediato restablecer el sistema de retenciones fijas vigente hasta el 11 de marzo de 2008, cuestionando el sistema móvil establecido por el ministro Lousteau. Si bien las organizaciones empresarias no dieron a conocer oficialmente las razones de su oposición a la movilidad de las retenciones, algunos «think tanks» económicos, como el Centro de Gestión Agropecuaria de la Fundación Libertad, cuestionaron la medida por constituir un mecanismo regulatorio del mercado internacional, mediante el cual, se establece prácticamente un precio tope a la soja. Según el CGA:

en este sistema la alícuota sube en la medida que aumenta el precio FOB índice. Este es el valor que calcula la Secretaría de Agricultura sobre la base de los precios de exportación sobre puertos argentinos. No es el que recibe el productor, ya que hay que descontarle los gastos de exportación y las retenciones. Por otra parte, el derecho de exportación marginal determina cuánto retiene el Estado de cada «suba adicional». Para la soja, cuando el precio de exportación se mueve entre 401 y 500 dólares por tonelada, el fisco se queda con el 72 % del aumento, cuando oscila entre 501 y 600 dólares capta el 81 % y cuando supera los 600 dólares se queda con el 95 %.
Dante Romano, presidente del Centro de Gestión Agropecuaria.

La protesta se orientó también a cuestiones más profundas, algunas de vieja data en la economía argentina, como la concentración de la propiedad de la tierra y la situación de los pequeños propietarios que trabajan personalmente la tierra, la oposición campo versus industria (viejo debate sobre si la Argentina debe tener actividades industriales)[cita requerida], y las implicancias de los nuevos grandes grupos económicos que están controlando la producción rural, con muy altas tasas de rentabilidad y uso intensivo de la biotecnología, esencialmente orientada a la producción sojera, aunque esas mismas propuestas son contradictorias en cada una de las cuatro organizaciones patronales. Puntualmente la FAA propone «recrear las juntas nacionales de Carnes y de Granos, dos instrumentos de intervención estatal desaparecidos en la última dictadura».
Las organizaciones justificaron sus acciones sosteniendo la falta de respuesta del Gobierno a las críticas sobre la política agropecuaria que ha afectado principalmente «al pequeño y mediano productor al reducir a mínimos los márgenes de rentabilidad», que las retenciones se han ido aumentando desde diciembre de 2001 y que el Gobierno no tiene en cuenta que muchos de sus costos no están pesificados, como los del gasoil y los fertilizantes. También se oponen al cierre de las exportaciones de trigo y a la restricción de las de carne, dispuestas para dar prioridad al mercado interno, y al precio máximo establecido para la leche en el mercado interno.

### Modalidades del paro
Las entidades anunciaron que el cierre patronal era «exclusivamente comercial» y buscaba impedir que funcionaran los mercados de alimentos, pero sin que las empresas rurales suspendieran sus actividades productivas.
Esta modalidad recibió críticas argumentando que de ese modo se afectaba a otros sectores del país.
Los ruralistas diseñaron un movimiento de larga duración, recurriendo a múltiples modalidades de acción directa, como los bloqueos de rutas, puentes y puertos, movilizaciones callejeras, suspensión de la cadena de pagos, ataques a transportistas, etc.
El 14 de marzo de 2008, las asociaciones empresarias extendieron la medida de fuerza disponiendo piquetes de terratenientes en diversos puntos estratégicos del país, para bloquear las principales carreteras y vías férreas e impedir el transporte de alimentos hacia la población de las grandes ciudades. Los cortes comenzaron al sur de Santa Fe, norte de la provincia de Buenos Aires y Córdoba capital.
Tras 14 días, la medida de fuerza se convirtió en una de las más largas ocurridas en la historia argentina reciente.
Los cortes de rutas fueron especialmente conflictivos durante la Semana Santa, afectando seriamente el traslado de los turistas y los camiones, provocando algunas fuertes confrontaciones con turistas y pasajeros con necesidades urgentes, y derivando en algunos episodios de violencia.
Algunos dirigentes empresariales expresaron su oposición al Gobierno y el sentido de la medida de fuerza diciendo que
«nos pintamos la cara para la guerra, nos hartamos de este Gobierno que nos ningunea, que nos humilla», En Córdoba un corte de ruta demoró una ambulancia y causó la muerte de un n hombre de 64 años falleció por problemas cardíacos en un hospital de Villa María, luego de ser interceptado en un corte de ruta que realizan los productores en Laboulaye. El piquete de productores agropecuarios en la Ruta 8, entre Canals y La Carlota, le impidió el paso a una ambulancia que trasladaba hacia Río Cuarto a Natalio Porta, jefe de Correo Argentino de Alejo Ledesma. El hombre, de 64 años, había sufrido un infarto y estaba grave. Sin embargo, los ruegos para que se le habilitara el paso fueron infructuosos. “El doctor les pidió por favor a los productores que nos dejaran pasar, pero no se movieron”.
También piqueteros rurales cometieron agresión contra una embarazada, el 11 de junio, Claudio Spallina y Magali Mollar viajaban por Ruta 9 cuando un corte de productores los detuvo en la intersección de las localidades cordobesas de Villa María y Pilar. “Había una persona con una bandera en medio de la ruta. Yo venía agitando un trapo blanco. Freno y les muestro que mi mujer no daba más, estaba con trabajo de parto. Le pego un par de gritos para que me dejara pasar, pero burlándose se paró enfrente de la camioneta”, contó Spallina. En ese momento, esquivó el corte y siguió camino, pero más adelante, en Manfredi, fue interceptado por varios vehículos. “Me tiraron un auto encima. Se bajaron y comenzaron a golpear la camioneta y a agredirnos”, agregó Spallina. “Uno de ellos me dijo que me lo iba a hacer escupir al chico.En la localidad santafesina de San Genaro, productores rurales bloquearon el paso de dos ambulancias que trasladaban heridos de un accidente y les rompieron los vidrios.
En Santiago del Estero también se produjeron hechos de violencia por parte de los productores: el 19 de marzo, Andrés Torres y su familia se toparon con un corte de ruta de productores de la Sociedad Rural de Quimilí, sobre el cruce de las rutas 89 y 92. Andrés retrocedió tres kilómetros y tomó por un camino vecinal alternativo, pero también estaba cortado. Entonces intentó pasar, pero los productores lo increparon. Uno le dio una trompada en el maxilar que lo tumbó al suelo y lo dejó inconsciente. Luego de dos intentos de reanimación y quedó internado en terapia intensiva. Entre los piqueteros había empleados de los campos más ricos de la zona. Entre ellos, el jefe de seguridad de una de las estancias.Dos camiones que transportaban hacienda fueron atacados a balazos el jueves 12 de junio. Los casos fueron campo adentro y pasaron prácticamente desapercibidos para los medios de comunicación nacionales.

### El 25 de marzo de 2008

#### Declaración de paro por tiempo indeterminado
El 25 de marzo de 2008 ratificaron el cierre y los cortes de ruta, y decidieron mantenerlos por tiempo indeterminado, generando que se suspendieran los servicios de transporte público de larga distancia que unen Buenos Aires con Tucumán, Córdoba, Rosario, Mendoza y Catamarca.
Ese día por la mañana se anunció que la presidenta de la Nación hablaría desde la Casa Rosada sobre el tema. A las 16 las organizaciones empresariales declararon el lockout y bloqueo de rutas por tiempo indeterminado.
Las entidades ruralistas justificaron la decisión en «la falta de respuestas positivas del Gobierno nacional».
En sentido contrario, la decisión fue cuestionada por algunos medios de comunicación y sectores cercanos al Gobierno, por haber sido tomada sin esperar el mensaje presidencial, promoviendo de ese modo una agravación del conflicto.

#### Primer discurso de la presidenta

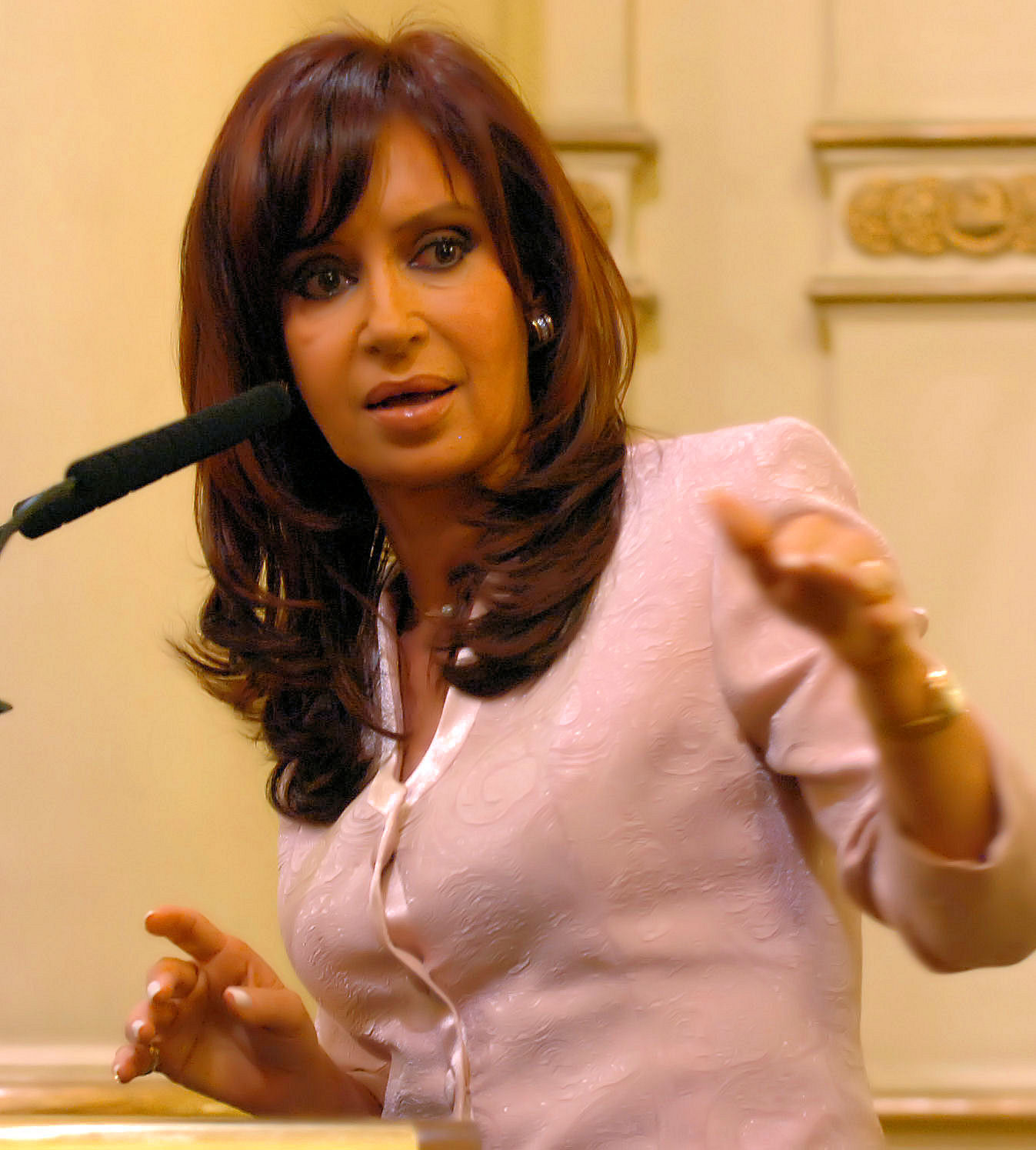
El 25 de marzo la presidenta llevó a cabo un discurso durante la firma de convenios entre AySA y municipios bonaerenses, destinándole gran parte a cuestionar la medida llevada a cabo por los terratenientes.

Dos horas después de la declaración del paro por tiempo indeterminado, la presidenta Cristina Fernández, por primera vez desde el inicio del lock out, pronunció un discurso cuestionando la medida llevada a cabo por los terratenientes, calificándolo de «piquete de la abundancia», y comparándolos negativamente con los «piquetes» durante la crisis del 2001 en donde «los argentinos cortaban las calles porque les faltaba trabajo» y advirtiendo que no se sometería a «ninguna extorsión».

Estos piquetes son casi un paso de comedia. Los lleva adelante el sector que mayor rentabilidad consiguió en los últimos cuatro o cinco años. Es una conducta rara, cuando hay pérdidas debemos socializarlas y cuando las vacas vienen gordas, las ganancias para ellos y las penitas para los demás.
Cristina Fernández de Kirchner.

Durante el discurso, la presidenta defendió el esquema de retenciones a la exportación de soja, girasol, maíz, trigo y los aceites derivados, y la necesidad de su incremento con el fin de evitar la suba generalizada del precio de los alimentos, y detalló la política de subvenciones y compensaciones al sector agropecuario, así como la importancia de seguir manteniendo una política de dólar alto para garantizar la competitividad de la economía argentina.

#### Manifestaciones callejeras

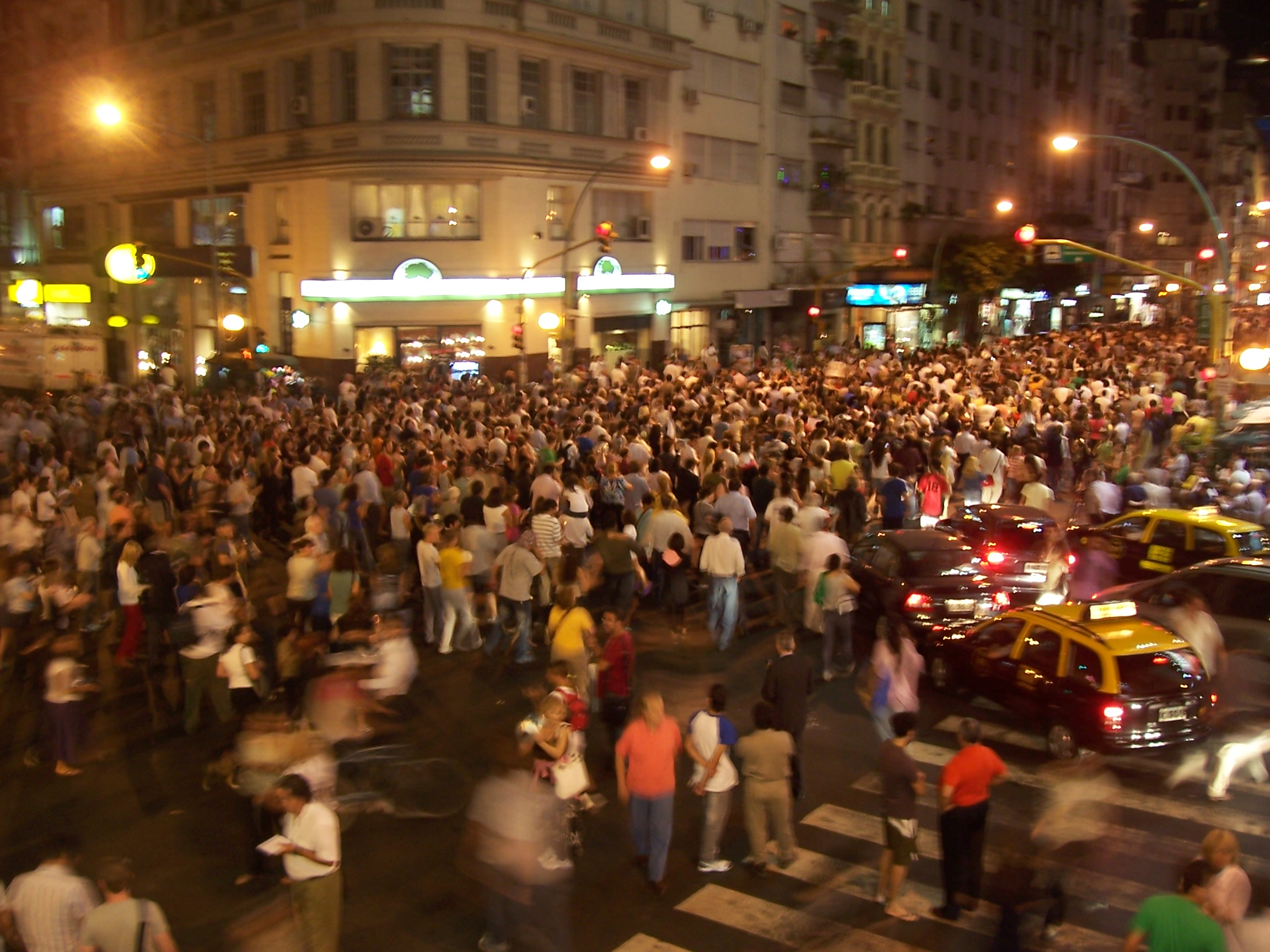
Cacerolazo en apoyo al paro agropecuario en la Ciudad Autónoma de Buenos Aires.

Durante la noche del 25 de marzo de 2008, luego del discurso de la presidenta Cristina Fernández criticando las medidas de fuerza, se produjeron manifestaciones callejeras en distintos puntos del país en apoyo de los empresarios agropecuarios y con fuertes cuestionamientos a la presidenta, exigiendo en varios casos su renuncia. Se encontraban en la plaza el grupo Pampa Sur, dirigido por María del Carmen Alarcón y el funcionario del PRO Miguel Saredi, de estrechas relaciones con los grandes productores sojeros de las provincias de Buenos Aires y Santa Fe, y la agrupación AFYAPPA, presidido por Cecilia Pando. en Córdoba hubo cacerolazos en Córdoba Capital, Río Cuarto, San Francisco, Marcos Juárez y Jesús María, entre otras importantes ciudades de la provincia.
También se registraron cacerolazos en Santa Fe, Paraná, San Nicolás, Venado Tuerto, Trenque Lauquen, en numerosas localidades rurales de la llanura pampeana y en distintas localidades del conurbano bonaerense y barrios de la Ciudad Autónoma de Buenos Aires, con epicentro en Plaza de Mayo. En la provincia del Chaco, las manifestaciones se produjeron en la capital Resistencia, en Presidencia Roque Sáenz Peña, Villa Ángela y Charata.
Los manifestantes llevaban pancartas y carteles, cacerolas o realizaban acto de presencia para unirse a la protesta. Entre los cánticos y reclamos de los protestantes, se acusaba a la presidenta Cristina Fernández de «mentirosa».
Entre los partidos políticos opositores que pudieron ser identificados se encontraban la Coalición Cívica liderada por Elisa Carrió, y PRO de Mauricio Macri, a través del dirigente Federico Pinedo.
Durante el conflicto, el cantante Ignacio Copani compuso la canción «Cacerolas de teflón», cuestionando la ausencia de esas cacerolas en otros reclamos, como los de los trabajadores por mejores condiciones de vida y los de las organizaciones de derechos humanos. Debido a la canción, Copani recibió amenazas y agresiones.

### Actos de violencia en la Plaza de Mayo
Esa misma noche se produjeron actos de violencia entre opositores y defensores del Gobierno en la Plaza de Mayo. Al anochecer manifestantes opositores a las políticas del Gobierno comenzaron a concentrarse en Plaza de Mayo para expresar su apoyo al paro agropecuario y su oposición a la política gubernamental. Aproximadamente a las 22 horas, por Avenida de Mayo, avanzó hacia la Plaza de Mayo una manifestación contraria al paro agropecuario encabezada por Luis D'Elía, líder de la Federación Trabajo y Vivienda de la Central de Trabajadores de la Argentina (CTA), Emilio Pérsico, líder de Movimiento Evita, el Movimiento Libres del Sur, dirigido por Humberto Tumini, y el Frente Transversal Nacional y Popular, liderado por el diputado Edgardo Depetri.
Algunos dirigentes ruralistas y manifestantes opositores intercambiaron insultos con manifestantes oficialistas. Después de una fugaz refriega, la manifestación opositora se retiró.

D'Elía denunció que el movimiento opositor, al exigir la renuncia de la presidenta, tenía la intención de producir un golpe de Estado, y que ante ello el objetivo de su agrupación era «romper el golpe de Barrio Norte».

### 26 y 27 de marzo
Al 26 de marzo de 2008, comenzó a hacerse notar el desabastecimiento de alimentos de los grandes centros urbanos, especialmente de leche y carne, así como un aumento de los precios. Por la noche volvieron a producirse manifestaciones de ambos sectores. En la ciudad de Buenos Aires los sectores que apoyan al Gobierno tendieron a concentrarse en la Plaza de Mayo, donde se enfrentaron con grupos neonazis que pretendieron tomar el lugar en defensa del «campo» (de los terratenientes) y en contra de los «piqueteros parias», mientras que los sectores opositores tendieron a concentrarse en las zonas residenciales del norte de la ciudad, como el cruce de las avenidas Callao y Santa Fe en Barrio Norte y en la avenida Libertador en su cruce con Salguero, en el barrio de Palermo Chico. También existieron manifestaciones de ambos sectores en Mar del Plata y La Plata, y manifestaciones opositoras en Salta, Junín y Paraná.
Ese mismo día, productores rurales que realizaban un corte de ruta en Laboulaye (Córdoba) sobre la Ruta Nacional 8, impidieron el paso de una ambulancia que llevaba a un paciente que sufría un preinfarto. La ambulancia en que viajaba Natalio Porta debió tomar un camino alternativo para dirigirse al hospital de la localidad de Villa María, demora que causó la muerte del paciente.

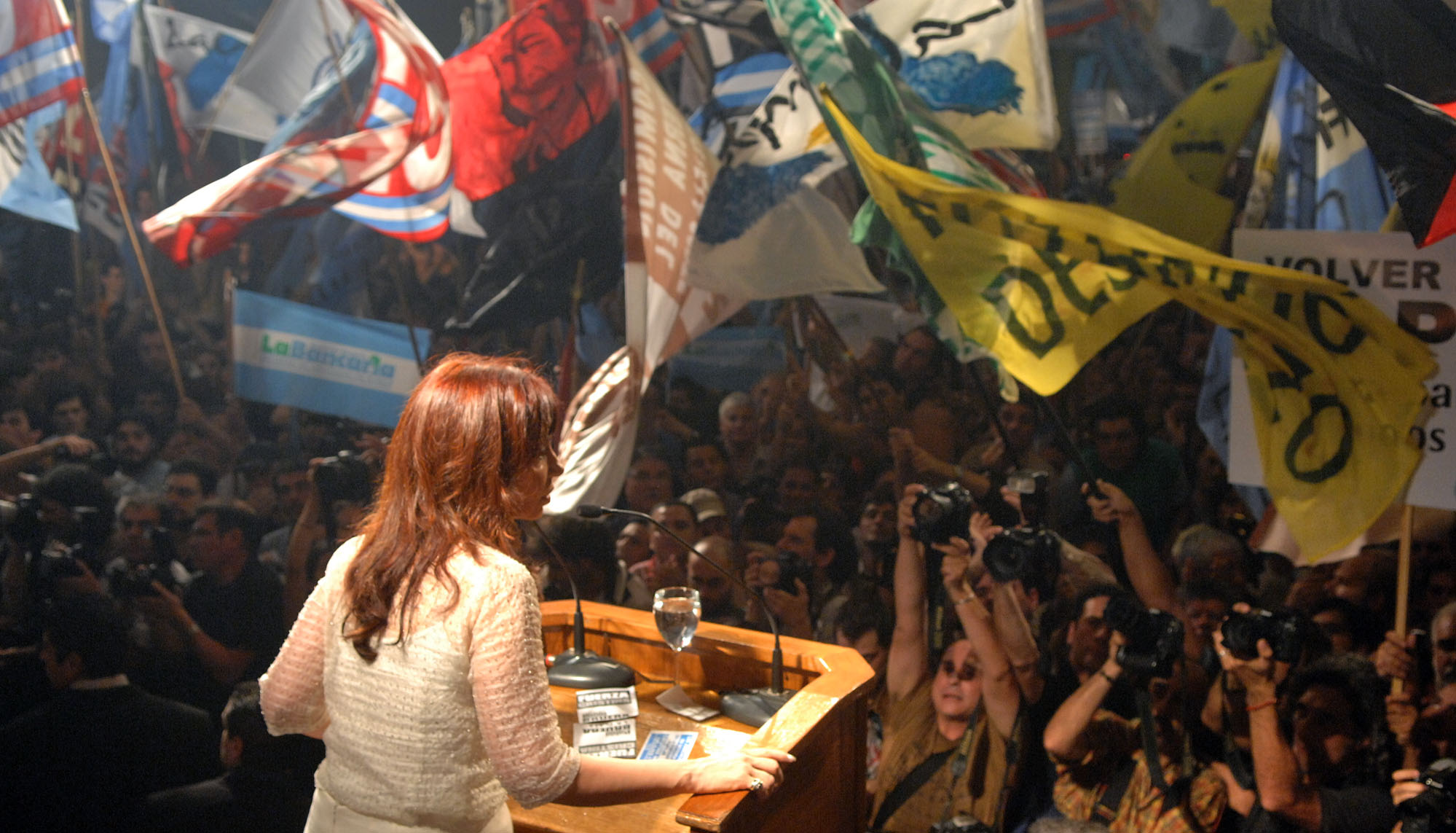
La presidenta Cristina Fernández dando su discurso en el acto de Parque Norte, frente a la presencia de grupos de militantes oficialistas.

El jueves 27 de marzo de 2008 continuó el paro patronal con bloqueo de rutas en todo el país y se difundió la existencia de una campaña difundida por internet de movilizaciones sincronizadas y la iniciativa de juntar firmas para convocar a un plebiscito para exigir nuevas elecciones, que habría sido impulsada desde la Federación Agraria Argentina.
Esa tarde el Frente para la Victoria realizó una amplia reunión en Parque Norte (Ciudad de Buenos Aires), durante la cual volvió a hablar la presidenta Cristina Fernández, llamando al diálogo y pidiendo a los empresarios el levantamiento del paro.
Simultáneamente organizaciones como las Madres de Plaza de Mayo y la Iglesia católica realizaron declaraciones públicas sobre el paro empresarial, criticándolo duramente la primera y pidiendo su levantamiento la segunda, preocupada por el desabastecimiento y la «fragmentación social».
También la Unión Industrial Argentina se reunió con la presidenta, apoyando el discurso y el llamado al diálogo, así como la importancia de establecer un modelo económico que promueva la industria como generadora de valor agregado.
Luego del discurso de la presidenta, la tardanza a dar respuesta por parte de las entidades agropecuarias, y rumores que circulaban por los medios, dieron lugar a especulaciones sobre conflictos internos en dichas organizaciones, en cuanto a la decisión de aceptar o no la llamada al diálogo.
Por la noche se registraron cacerolazos en los barrios Belgrano, Recoleta y Caballito (Ciudad de Buenos Aires).

### Mesa de diálogo

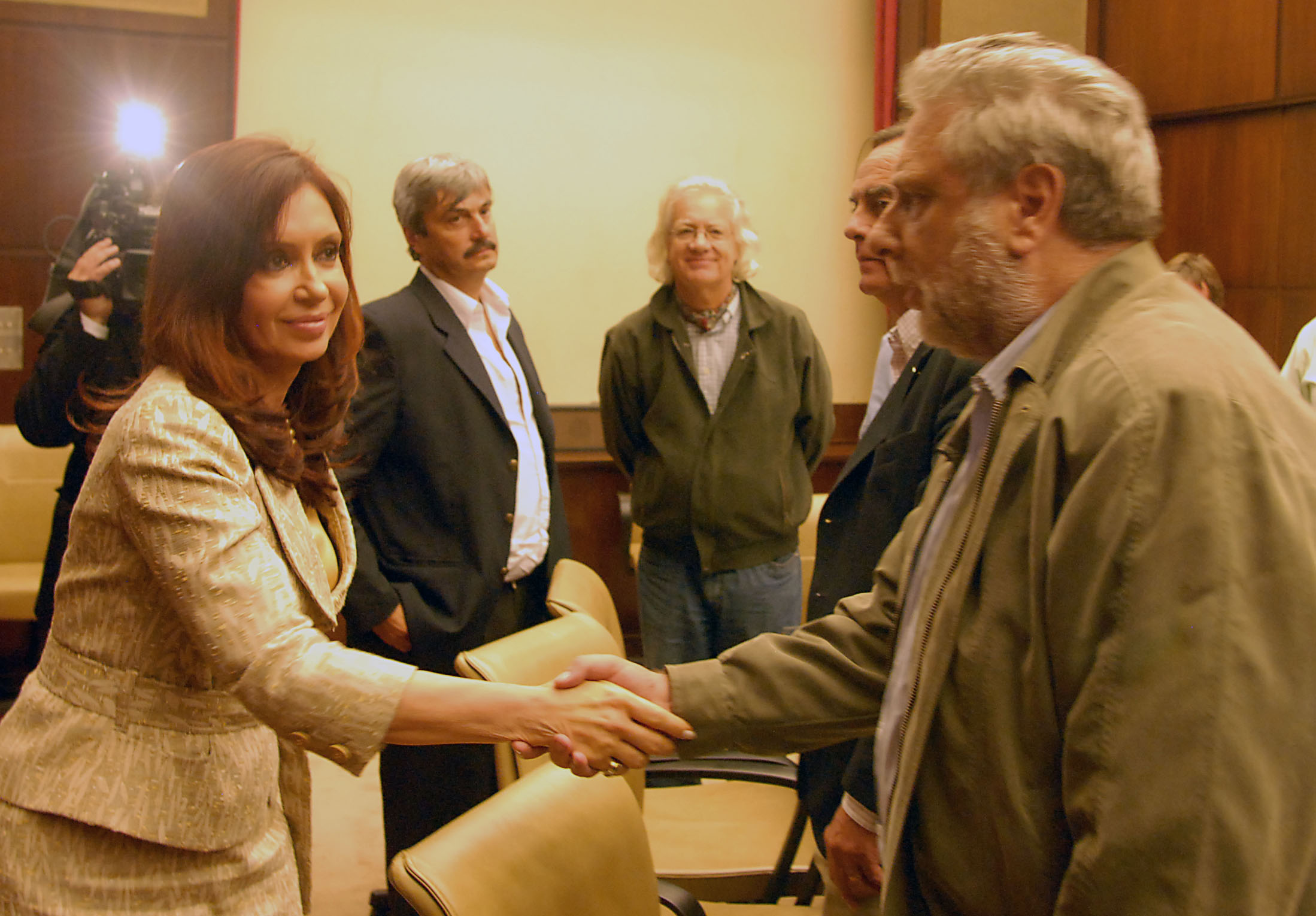
Encuentro del Gobierno con los dirigentes de las entidades del campo (Coninagro, Sociedad Rural, CRA y Federación Agraria) en mesa de diálogo.

El viernes 28 de marzo, las cuatro entidades agropecuarias se reunieron con el Gobierno en una mesa de diálogo. El Gobierno propuso destinar 1.500 millones de pesos (500 millones de dólares) para compensar a los pequeños y medianos empresarios, así como a quienes se encontraran más lejos de los puertos, y fomentar la producción lechera y ganadera, amenazada por la expansión de la soja. Ante la negativa oficial de discutir las retenciones que dispararon el conflicto, los dirigentes rurales solicitaron a su vez la suspensión por 90 días de la medida establecida el 11 de marzo, dando prioridad a la cosecha de soja que debe comenzar en abril.
Al no alcanzarse un acuerdo, el Gobierno y los ruralistas acordaron seguir analizando las opciones el día lunes 31 de marzo.

### 29 de marzo
Al no haber alcanzado un acuerdo el primer día de diálogo, las organizaciones empresarias decidieron mantener el paro.
La Cámara de Operadores Mayoristas Frutihortícolas (COMAFRU) denunció que el sector estaba sufriendo graves pérdidas debido a los bloqueos de rutas y exigió a las asociaciones patronales llevar adelante modalidades de protesta que no dañen a otros sectores de la población. Su presidente, Fabián Zeta, habló de «pérdidas millonarias».

### Desabastecimiento, críticas y apoyos
Para el 31 de marzo, el desabastecimiento de alimentos en las ciudades se siguió agravando, con aumentos de hasta el 100 % en los precios de algunos productos.
Desde que se inició el paro «se perdieron más de 6 millones de litros de leche y 2 millones de kilos en frutas y verduras» y debieron sacrificarse 1,3 millones de pollos.

Hemos demostrado que se puede desabastecer.
Eduardo Buzzi, presidente de la Federación Agraria Argentina. 1 de abril de 2008

Por su parte, las dos centrales sindicales (CGT y CTA), el Frente para la Victoria, varias organizaciones de derechos humanos como las Madres de Plaza de Mayo, Las Madres de Plaza de Mayo línea fundadora, la Asamblea Permanente por los Derechos Humanos, Agrupación de Familiares de Detenidos Desaparecidos, agrupación HIJOS y las Abuelas de Plaza de Mayo, convocaron a una marcha a Plaza de Mayo para el día siguiente, en apoyo del Gobierno.

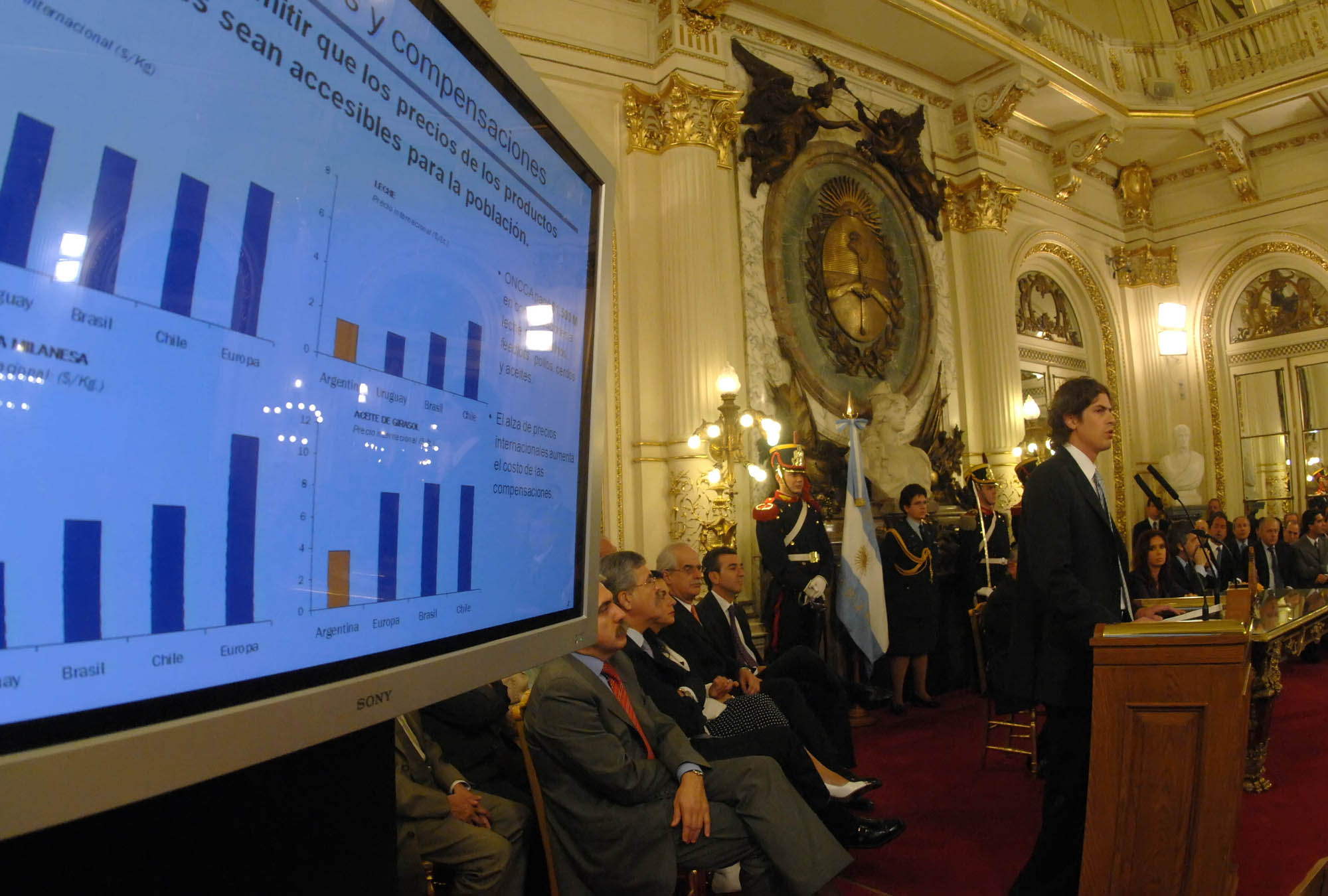
El ministro de Economía, Martín Lousteau, anunciando la serie de medidas dirigidas al sector agropecuario en el Salón Blanco de la Casa Rosada.

### Primera reforma del sistema de retenciones
El lunes 31 de marzo el Gobierno anunció que reformaría el sistema de retenciones cuestionado, modificando la Resolución 125/2008, con el fin de establecer un sistema de compensaciones a los pequeños productores de soja y girasol registrados, que facturen menos de 800.000 pesos (230.000 dólares) y exporten menos de 500 tn, en explotaciones de hasta 150 hectáreas en la región pampeana y 300 hectáreas en el resto del país. Se anunció también que el beneficio estaría en condiciones de alcanzar a 61.300 chacareros. El Gobierno anunció también que establecerían compensaciones a los productores que se encontraran lejos de los puertos y que se reabrirían las exportaciones de trigo. Las compensaciones fueron implementadas por las resoluciones N.º 284/2008 y N.º 285/2008, del 18 de abril.
Luego de anunciar las medidas, la presidenta volvió a pedirle a las entidades empresarias que levantaran el paro.
Los entidades rurales rechazaron las medidas y ratificaron la continuidad del paro hasta el 2 de abril, aduciendo que la reforma «no modificaba en esencia» el motivo del conflicto, debido a que no dejaba sin efecto el sistema de retenciones móviles. Los reintegros y compensaciones dispuestos por el Gobierno también fueron rechazados por los organizadores del paro, afirmando que desconfiaban de que fueran a implementarse efectivamente.
El 24 de abril la ONCCA (Oficina Nacional de Control Comercial Agropecuario) anunció los mecanismos para proceder a obtener las compensaciones, en un plazo que estima en 60 días. A tal fin el productor debe realizar una declaración jurada, certificando su firma en la municipalidad y avalando el pedido ante cualquiera de las entidades ruralistas organizadoras del paro.

### Primera marcha de apoyo al Gobierno

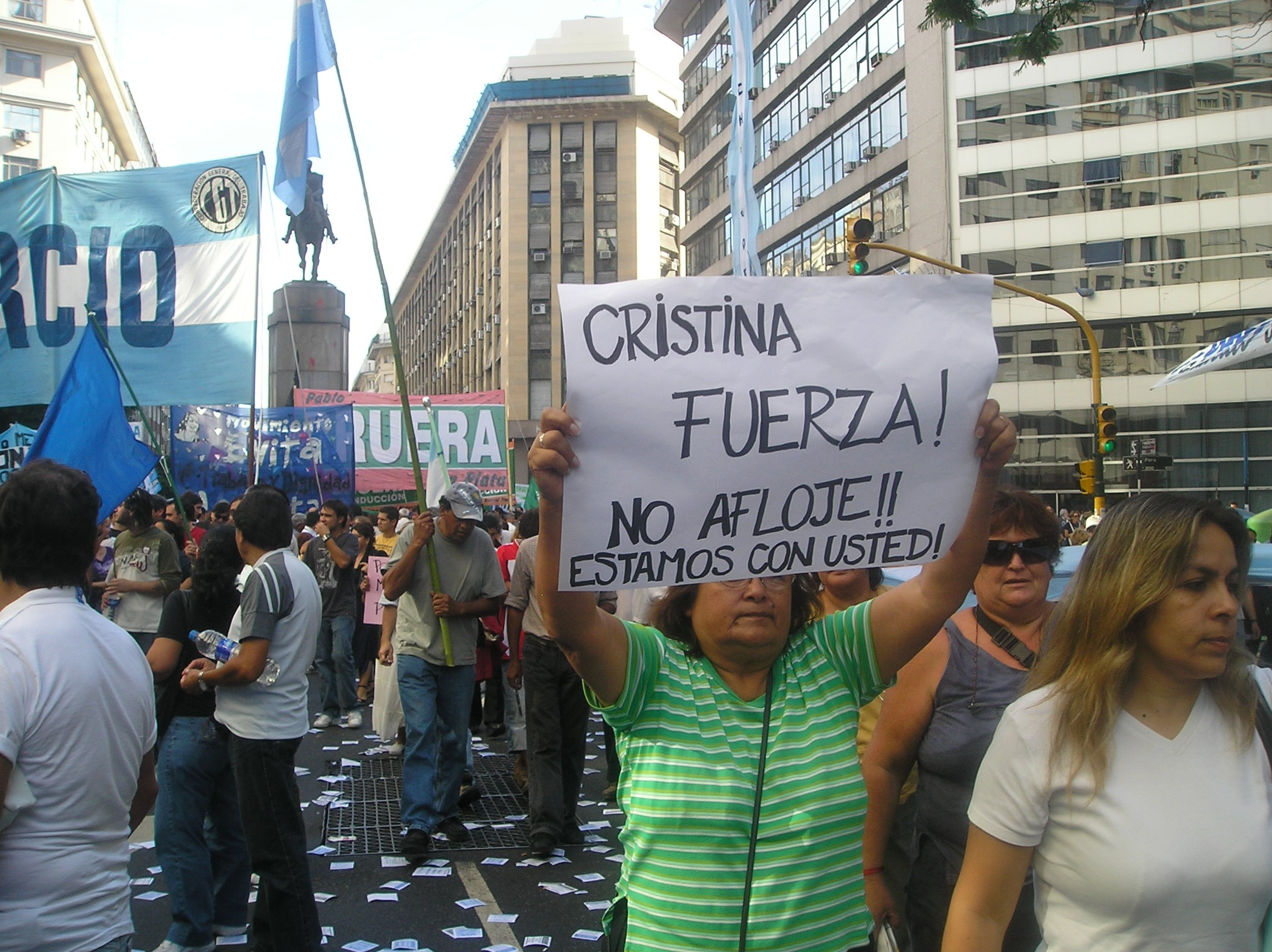
Marcha de apoyo al Gobierno durante el paro empresarial agropecuario.

Al 1 de abril de 2008 el desabastecimiento de alimentos comenzó a ser un problema grave, con faltantes de carne casi total en varias zonas del país y escasez de verduras y lácteos.
La Unión de Docentes de la Provincia de Buenos Aires denunció que a raíz del lock out agropecuario se había desabastecido el 70 % de los comedores escolares, fenómeno que también se hizo sentir en los hospitales.
Frente al desabastecimiento varias organizaciones no gubernamentales de consumidores presentaron una denuncia ante la Justicia en lo Penal Económico para que determine si existe responsabilidad de los titulares de las entidades agropecuarias por los perjuicios del lockout.

Pintada en Córdoba en contra de la sojización del campo.

Por la tarde se realizó la marcha a la Plaza de Mayo de quienes adhieren a la política económica sostenida por el Gobierno, convocada desde el mismo oficialismo, con una importante presencia de los sindicatos de ambas centrales, el Frente para la Victoria en el Gobierno y otros partidos políticos, como el Partido Justicialista, el Frente Grande, el Partido Comunista y el Partido Socialista de la Provincia de Buenos Aires, y las organizaciones de derechos humanos Madres de Plaza de Mayo, Madres de Plaza de Mayo Línea Fundadora, HIJOS, Agrupación de Familiares de Detenidos Desaparecidos, y Abuelas de Plaza de Mayo. La presidenta Cristina Fernández de Kirchner se hizo presente siendo la única oradora del acto, confirmando en su discurso la política de retenciones hacia los terratenientes exportadores y cuestionando duramente el lock out, los bloqueos de rutas y el desabastecimiento de las ciudades, comparándolo con una medida similar que las mismas organizaciones realizaron contra el Gobierno constitucional de Isabel Martínez de Perón, que alentaría el golpe de Estado de 1976. La presidenta volvió a generar controversia al caracterizar a quienes apoyaban el reclamo de los terratenientes como «golpistas», y a los medios de comunicación como colaboradores, diciendo que «Esta vez no han venido acompañados de tanques, esta vez han sido acompañados de generales multimediáticos».
Al terminar el discurso, la presidenta de Madres de Plaza de Mayo, Hebe de Bonafini, le regaló a la presidenta su pañuelo blanco ―símbolo de la lucha por los derechos humanos―, lo que fue interpretado como un signo político de apoyo.
Luego del acto, CARBAP, la principal organización patronal de Confederaciones Rurales Argentinas y una de las organizadoras del paro agrario, llamó a una «tregua», a la vez que los que bloqueaban las rutas comenzaron a flexibilizar los cortes y a analizar la posibilidad de levantarlos.
El mismo día, varias cámaras empresariales vinculadas a la producción agropecuaria (Asociación de Productores Porcinos, Asociación de Pequeñas y Medianas Industrias Lecheras, Cámara de la Industria y Comercio de Carnes de la Argentina -CICCRA—, Centro de la Industria Lechera, Centro de Empresas Procesadoras Avícolas (CEPA), consorcio de exportadores ABC, Federación de Industrias Regionales Frigoríficas, Junta Intercooperativa de Productores de Leche, Unión de Industrias Cárnicas Argentinas -UNICA-), emitieron un comunicado conjunto rechazando los cortes de ruta.

### Conflicto por la cobertura periodística
Diversos sectores manifestaron críticas por el modo en que los medios de comunicación cubrieron los acontecimientos. Uno de los casos críticos fue realizado por la agencia de noticias Diarios y Noticias (DYN) que, el 28 de marzo le atribuyó falsamente a Luis D'Elía la siguiente frase: «No tengo problemas en matarlos a todos».
El 1 de abril, la Facultad de Ciencias Sociales de la Universidad de Buenos Aires emitió dos declaraciones cuestionando el lock out empresario y el involucramiento de los medios de comunicación, a los que acusó de mostrar una visión sesgada y claramente a favor de las protestas, así como de los que las apoyaban, además de censurar los fines antidemocráticos del ocultamiento de información y solicitar una investigación.
El mismo 1 de abril en un acto público en la Plaza de Mayo, la presidenta Cristina Fernández hizo un comentario muy crítico sobre el desempeño de los medios de comunicación, tomando como ejemplo un dibujo de Hermenegildo Sábat:

Esta vez no han venido acompañados de tanques, esta vez han sido acompañados por algunos «generales» multimediáticos que además de apoyar el lock out al pueblo, han hecho lock out a la información, cambiando, tergiversando, mostrando una sola cara. Son los mismos que hoy pude ver en un diario donde colocan mi caricatura, que no me molesta, a mí me divierten mucho las caricaturas y las propias son las que más me divierten, pero era una caricatura donde tenía una venda cruzada en la boca, en un mensaje cuasi mafioso. ¿Qué me quieren decir? ¿Qué es lo que no puedo hablar, qué es lo que no puedo contarle al pueblo argentino?
presidenta Cristina Fernández.

El periodista afín a la presidenta, Horacio Verbitsky, explicó:

Sábat no es Clarín, como antes no fue La Opinión, ni Primera Plana, ni Atlántida. Es un artista maravilloso y el mejor analista político del país. Su obra admirable requiere de un esfuerzo de interpretación. CFK entendió que era un mensaje para que no dijera algo. Pero, ¿por qué dar por sentado que el autor del mensaje es Menchi y no que, gracias a su impresionante sensibilidad para detectar corrientes profundas de la sociedad, interpretó con ese dibujo la intolerancia de las patronales rebeldes, que intenta silenciar a quien apenas lleva cien días de gobierno?

Ante las menciones de la presidenta la Asociación de Entidades Periodísticas Argentinas (ADEPA), que representa a las empresas dueñas de los medios de comunicación de la Argentina, manifestó su preocupación en los siguientes términos:

Adjudicarle inspiración golpista a la labor de algunos colegas y calificar de mensaje cuasi mafioso una caricatura, constituyen muestras de intolerancia que urge superar.
ADEPA.

### Asamblea ruralista en Gualeguaychú

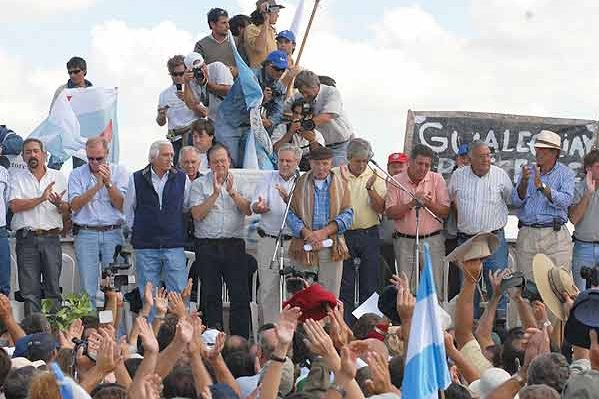
Asamblea organizada por los impulsores del paro en Gualeguaychú el 2 de abril de 2008 en la que se resolvió una tregua de mes. En el palco puede verse a Luciano Miguens (SRA), de chaleco azul, y hacia la derecha de la foto, Fernando A. Gioino (CONINAGRO), Mario Llambías (CRA), el presentador, Eduardo Buzzi (FAA) y Alfredo de Ángeli (FAA).

El 2 de abril, luego de 20 días de paro, en una numerosa asamblea convocada por las entidades patronales agropecuarias en la ciudad de Gualeguaychú que resolvió por unanimidad realizar «una tregua» de un mes para diálogar con el Gobierno y aprobar, también de modo unánime, un documento conjunto denominado Proclama de Gualeguaychú, que ―luego de señalar que el paro patronal «no tiene precedentes en la historia»― dice:

...nuestro mayor deseo es que se restablezcan lo más pronto posible las condiciones que permitan un diálogo sereno, profundo, que ilumine la ruta rectora del bien común, pero esas condiciones no deben simplificarse con superficialidad,... Sí en cambio deseamos aportar propuestas, escuchar razones y buscar juntos soluciones. Pero que estas no se agoten en los temas de coyuntura. Queremos también que se echen las bases institucionales para los pasos futuros en el sagrado marco de la Ley y la Constitución, eso significa, para decirlo más claro, que sean los poderes legislativos los que establezcan los impuestos... En ese concepto se incluye además el control parlamentario, administrativo y judicial del destino de las imposiciones. Así se hace en todas las democracias verdaderas del mundo. Significa también que queremos recuperar el federalismo perdido y el protagonismo de los pueblos, en un marco de equidad y justicia social. Cuando esos fundamentos institucionales tuvieron vigencia, la Argentina fue uno de los países más respetados del mundo y allí queremos volver.

En la asamblea hablaron dirigentes de las organizaciones convocantes, a los que se sumó Juan Echeverría en representación de los productores «autoconvocados», no afiliados a ninguna de las entidades convocantes.
Entre las declaraciones realizadas durante la asamblea se destacó la acusación del presidente de la Federación Agraria Argentina, Eduardo Buzzi, sobre los grandes empresarios agropecuarios o agroindustriales que apoyan al Gobierno:

De los 500 millones de dólares de compensaciones, el 40  % fue a parar a cinco empresas cercanas al Gobierno: Aceitera General Deheza, La Serenísima, Molinos Ríos de la Plata, los polleros Doménech. Acá hubo una alianza de este Gobierno con los grupos concentrados, con los pooles de siembra de soja. No por casualidad lo llevaron a Grobocopatel de gira a Venezuela.
Eduardo Buzzi.

Por su parte, Mario Llambías, de Confederaciones Rurales Argentinas sostuvo:

Lo que hicimos fue la primera etapa de un plan de lucha. Por eso, seguimos en estado de alerta y movilización y suspendemos las medidas por 30 días... Vamos a seguir adelante. Cada provincia realizará y coordinará acciones en este tiempo en apoyo a las negociaciones, vamos a seguir presionando, buscando las soluciones que buscamos y si no pasa nada en 30 días vamos a volver a las rutas
Mario Llambías.

## Período de tregua

### Realización de la cosecha

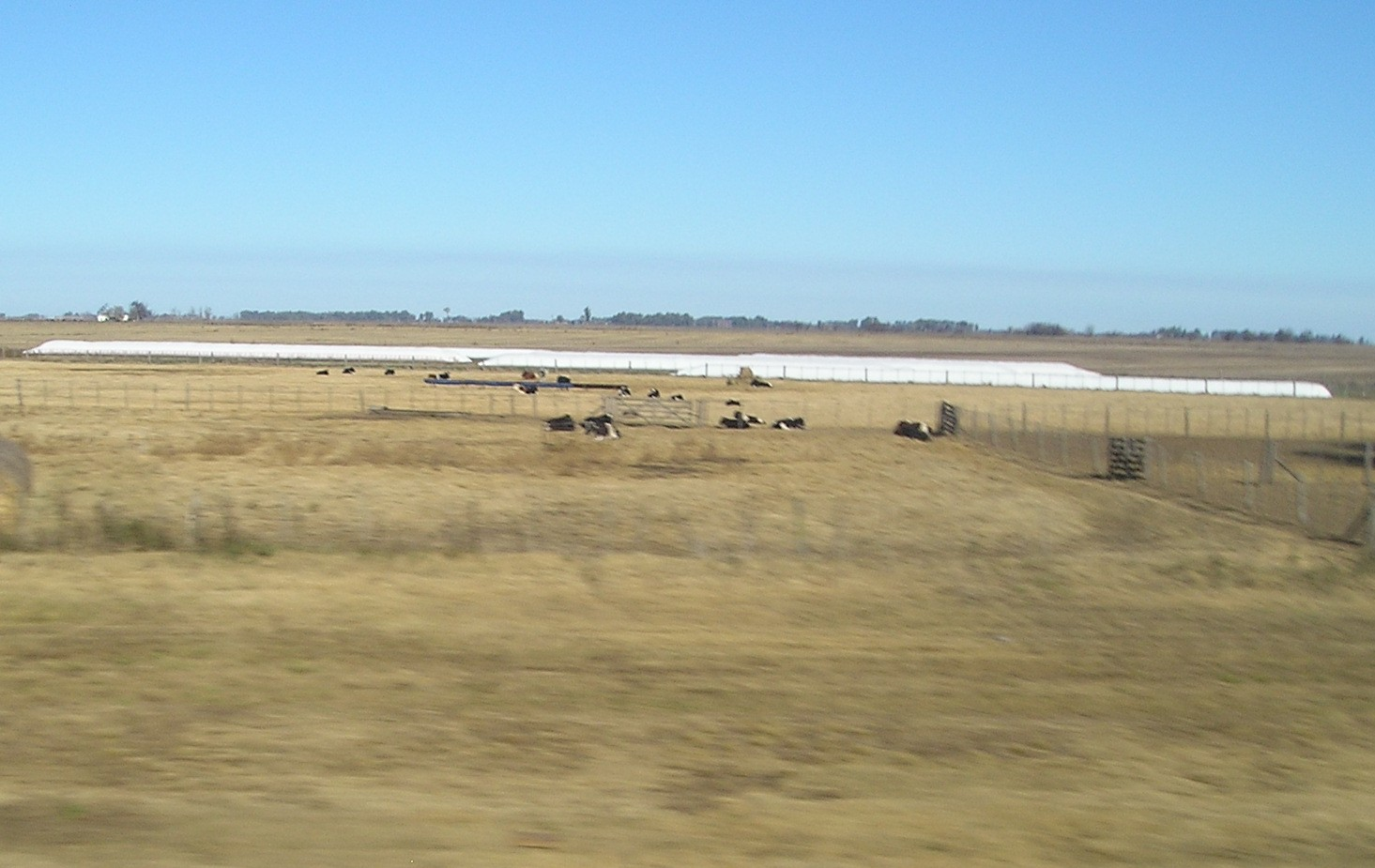
Silos bolsa acopiando soja en la provincia de Buenos Aires. Los productores en paro recurrieron masivamente a ese sistema de acopio con el fin de postergar la comercialización de la cosecha.

Inmediatamente después de decretada la tregua, comenzó la cosecha gruesa, iniciándose por la soja, que ya se encontraba retrasada, para pasar luego a la de maíz y girasol. La tregua fue aprovechada también para enviar los embarques ya comprometidos.
Ante la probabilidad de que el conflicto se extendiera, los propietarios recurrieron masivamente al silo bolsa, una reciente innovación que permite mantener almacenados los granos en el campo, sin costo y sin la presión de vender la cosecha.
En líneas generales los ruralistas en paro podrían llegar a guardar la cosecha sin vender hasta cuatro meses.
Por otra parte, en junio los propietarios debían cobrar alrededor de 7.000 millones de dólares correspondientes a la cosecha. En total, los organizadores del paro calcularon vender solo un tercio de la cosecha (24,5-26,5 millones tn), para hacer frente a los gastos y compromisos, que representa 15-17 millones de toneladas de soja, 8 millones de maíz y 1,5 millones de girasol, reteniendo el resto, unas 44,5 millones de toneladas, de las cuales el 75 % es soja. De este modo los organizadores del paro esperan poder mantener la protesta al menos hasta septiembre, cuando sería necesario volver a sembrar.
En cuanto el precio, si bien la soja en el mercado argentino cayó un 11 % desde el inicio del paro, de todos modos, fue vendida por un precio que superó el 50 % del que tenía el año anterior. También existieron diferencias regionales: los productores de la región pampeana realizaron sus cosechas primero, las comercializaron y pagaron sus deudas a tiempo; en cambio los productores de las zonas del norte, menos favorecidas, al verse postergados en la cosecha, no pudieron cumplir sus contratos.

### Incendio de pastizales y humareda sobre Buenos Aires

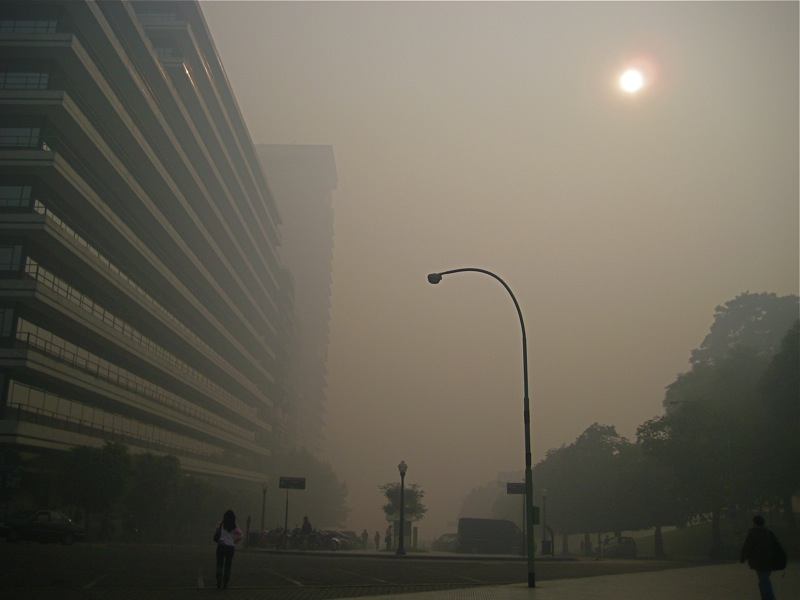
Buenos Aires, Plaza San Martín, durante la humareda (19 de abril de 2008).

Poco después de declarada la tregua y mientras el Gobierno y las entidades patronales mantenían tensas negociaciones, se inició un extenso incendio de pastizales en la zona del Delta del Paraná, que cubrió de humo a Buenos Aires, Rosario y sus alrededores en varios cientos de kilómetros, durante más de una semana, llegando incluso al Uruguay.
La humareda hizo intransitable las rutas, provocó varios accidentes en cadena, con al menos cuatro muertos, la clausura de puertos y aeropuertos, así como molestias y enfermedades respiratorias leves en los habitantes de las zonas afectadas.
El incendio tuvo efecto sobre el conflicto, porque el Gobierno y los bomberos actuantes en las zonas del incendio, lo atribuyeron a la acción intencional de ciertos productores agropecuarios con el fin de mejorar los pastos sin necesidad de recurrir al uso de fertilizantes, algo que la Federación Agraria Argentina desmintió terminantemente.
Sin embargo, parece fuera de toda duda que no se trató de incendios causados por la naturaleza, sino de incendios intencionales, sin que se haya podido establecer una motivación política. Hay opiniones que relacionan estos incendios con las modalidades de la producción agropecuaria en la Argentina, donde, aunque es ilegal, resulta habitual la quema de pastizales y rastrojos.
Dirigentes de la Federación Agraria Argentina, como el ingeniero agrónomo Alfredo Bell, han sostenido que «la quema es natural» y que forma parte de una «técnica para el aprovechamiento del pastizal». Pero otros dirigentes ruralistas, como Raúl Victores, presidente de la Sociedad Rural de San Pedro, han cuestionado ese punto de vista, y han sostenido que «es ilógico» quemar pastizales antes de primavera, llegando a afirmar que «uno empieza a sospechar si esto no ha sido prendido a propósito».
La secretaría de Medio Ambiente informó que se habían detectado 292 focos de incendio y que el área incendiada alcanzaba a 70.000 ha.
Por su parte, el Consorcio Delta de Prevención y Lucha contra Incendios, integrado por productores ganaderos y forestales del Delta del Paraná, sostuvo que la mayoría de los incendios son obra de personas irresponsables, en terrenos de dominio no precisado y/o fiscales, exigiendo al Gobierno que sea estricto en la aplicación de los delitos establecidos en el Código Penal.

### Negociaciones y acuerdos
Luego de la tregua de un mes decretada por las asociaciones empresariales, comenzó una serie de rondas de negociación que se realizaron en un ambiente de tensión, afectadas por el recordatorio de que si no se aceptaban los reclamos antes del 2 de mayo se reiniciarían los cortes de ruta, por la actitud del Gobierno de no negociar presionado por un plazo límite, por el aumento de los precios de los alimentos en todo el mundo, y por una gran cantidad de actos mediáticos.
El 29 de abril, dos días antes del vencimiento de la tregua, el Gobierno y las cuatro organizaciones patronales alcanzaron un primer acuerdo parcial, para flexibilizar las exportaciones de carne vacuna, que se encontraban suspendidas, y garantizar a los productores un precio pleno para el trigo.

### Debate sobre la tenencia de armas de los terratenientes en los cortes de rutas
El 21 de abril, Alfredo de Ángeli, presidente de la Federación Agraria Argentina de Entre Ríos, que se destacó por ser uno de los líderes más duros del paro, dio a conocer, en un reportaje del diario Crítica, que los terratenientes que bloqueaban las rutas estaban armados:

―¿Es cierto que estaban armados?
―Estábamos preparados para resistir: había escopetas, carabinas, de todo. Los camioneros no se movieron por eso. Les íbamos a hacer la pata ancha, ¿eh?
―¿Es mucha responsabilidad manejar tanta gente con armas en un conflicto tan duro, no?
―Nah. Estábamos todos convencidos de hacer lo mismo. Ahí no había dirigente. Yo era el que hablaba más fuerte, al que le hacían más caso. Pero había muchos compañeros con agallas. La noche que sabíamos que podían venir estuvimos en vela. Sabíamos que íbamos a resistir arriba del puente. Nosotros decíamos que los caudillos las batallas las daban de un lado al otro del arroyo. Y como pensamos que podían venir y quemarnos las camionetas pusimos todo de un lado del arroyo y ellos tenían que cruzar el puente. Esa noche sobraba el coraje porque abundaba la razón. Hasta diez o doce motosierras habían llevado por si venían más pesados. No íbamos a avanzar. Nos íbamos a defender.

Ese mismo día, el presidente de la Federación Agraria Argentina (FAA), Eduardo Buzzi, reconoció que en los cortes de ruta, los ruralistas portaban armas.

### Renuncia del ministro de Economía Martín Lousteau

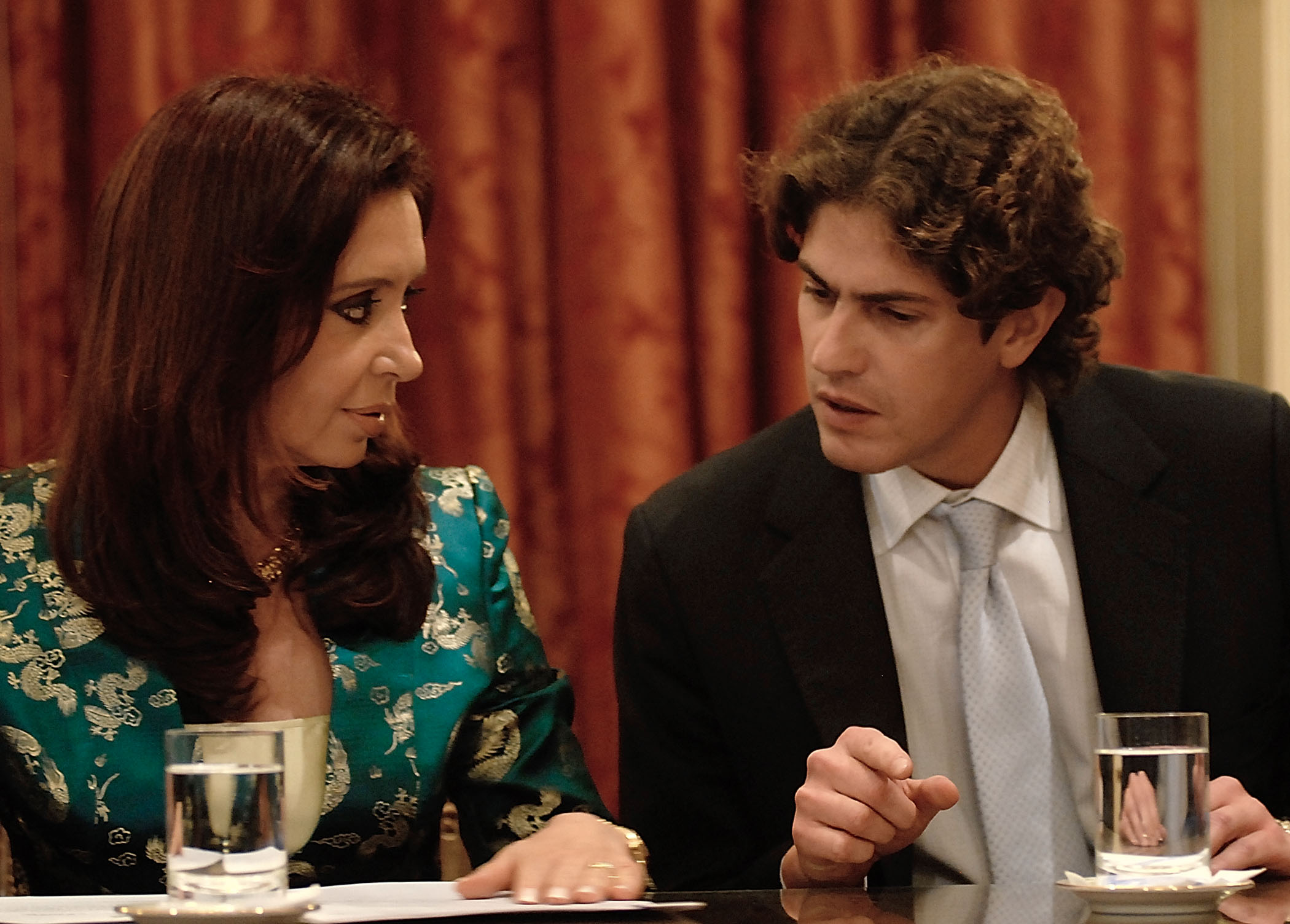
El por entonces Ministro de Economía de Argentina, Martín Lousteau, junto con la presidenta, un día antes de su renuncia.

En la noche del 23 de abril presentó su renuncia el ministro de Economía Martín Lousteau.
En su lugar fue nombrado el contador Carlos Rafael Fernández, un técnico económico de baja exposición mediática.

## Reanudación del paro
El día 7 de mayo, luego de que el Gobierno no se demostrara dispuesto a aceptar la exigencia de los productores de dejar sin efecto el sistema de retenciones móviles, las cuatro entidades patronales decidieron reiniciar el paro por ocho días más, dando instrucciones a sus afiliados para que no realizaran ninguna operación comercial, incluyendo exportaciones, y para que organizaran bloqueos de las rutas a fin de impedir el transporte.
El objetivo de la medida era evitar que el Estado pueda recaudar retenciones, con el fin de afectar su capacidad de pago.
Las asociaciones patronales decidieron también organizar una gran manifestación opositora en Rosario, en un nuevo aniversario de la Revolución de mayo de 1810, eligiendo el mismo día que el Gobierno había establecido para realizar un gran acto oficial en Salta, de cara a los festejos del Bicentenario.

### Actos de violencia
El fiscal Guillermo Marijuán ante la justicia federal denunció al dirigente Alfredo de Angelli por intimidación pública, acopio de armas e incitación a la violencia. La denuncia recayó en el juzgado de Marcelo Martínez di Giorgio, tras declarar que llevaban todo tipo de armas en los bloqueos. días después el fiscal federal Jorge Di Lello dictaminó a favor de la apertura de una investigación penal en la denuncia que formuló su colega Guillermo Marijuán Di Lello emitió su dictamen a pedido del juez subrogante, Marcelo Martínez de Giorgi, en quien recayó la denuncia de Marijuán. Un productor rural realizó una denuncia judicial tras recibir una amenaza de muerte por no plegarse a la medida.

#### 10 de mayo
El 10 de mayo un matrimonio que circulaba por la ruta provincial n.º 34 de la provincia de Santa Fe, denunció que un grupo de terratenientes que bloqueaban las ruta los interceptaron a la altura de San Genaro, a 90 kilómetros de la ciudad de Rosario, donde fueron golpeados, sufriendo también la rotura de los vidrios del automóvil y graves daños en la carrocería.

En el cruce de rutas de San Genaro un piquete cortaba el paso. Al sortear por la banquina en la que no había obstáculos y a baja velocidad (...) un manifestante arrojó delante del vehículo una rastra con puntas metálicas de las que se usan para trabajar la tierra. (...) Unos 60 kilómetros después, en el cruce de la ruta 34 con la A012, a la altura de Ibarlucea, había otro piquete. Es evidente que nos reconocieron por la descripción que les dieron desde San Genaro, así que nos siguieron por unos 15 kilómetros tratando de tirarnos a la banquina (...) A tres kilómetros de Nuevo Alberdi (...) bajé el vidrio, pero sin poder mediar palabra me dieron una trompada en la cara. (...) Mi mujer se puso nerviosa, empezó a los gritos y cuando se bajó del auto la agarraron a empujones (...) Nos amenazaron con objetos metálicos contundentes, rompieron el vidrio de un golpe, les pegaron patadas a los guardabarros y se subieron al techo y el capot del auto, hundiéndolos por completo (...) Éramos dos personas contra veinte hombres en seis vehículos. Nos quedamos quietos hasta que se cansaron de insultarnos y humillarnos. (...) Delante nuestro había una Toyota Hilux negra, patente GIA401, y un poco más allá un automóvil 4 puertas Ford Fiesta o Peugeot, verde, patente CGS063 [pero me] arrebataron el anotador y la lapicera (...) destruyeron los anteojos (...) Lo vivimos de la mano de la ilegalidad que imponen unos cincuenta tipos que se juntaron en este lugar y nosotros lo único que hicimos fue ejercer un derecho simple que es el de circular.

#### 11 de mayo
Manifestantes rurales de Gualeguaychú agredieron el domingo 11 de mayo al presidente de Fedecámaras, Rubén Manusovich, cuando se acercó a la zona del corte sobre en el kilómetro 53 de la ruta 14 para intentar mantener un diálogo. Los manifestantes primero insultaron a Manusovich, luego le arrojaron agua y terminaron golpeándolo, por lo que debió ser rescatado por personal de Gendarmería, quienes lo llevaron a un móvil de esa fuerza de seguridad.
El mismo día, miembros de la Sociedad Rural Argentina de la provincia de Córdoba, realizaron un «escrache» en la casa del titular de la bancada de diputados del oficialista Frente para la Victoria, Agustín Rossi, mediante ruidos e insultos, que fue denunciado por la víctima:

Hoy, domingo 11 de mayo al mediodía, fui objeto en mi domicilio y ante mi familia de una agresión personal de parte de un grupo de personas encabezadas por el presidente y el vice de la Sociedad Rural de Rosario, Jorge Ugolini y Miguel Calvo, que se trasladaron en sus vehículos para insultarme y agraviarme con motivo del conflicto de intereses que vive el sector agropecuario (...) Muchos de los participantes de la protesta, me rodearon y trataron de provocarme con insultos, pidiendo mi renuncia como diputado nacional. (...) A pesar de la violencia ejercida por quienes rodearon con gritos y altavoces mi domicilio en el que se encontraba toda mi familia, permanecí solo en la calle frente a los agresores durante todo el tiempo del ataque hasta que se retiraron del mismo modo en que llegaron.
Fuente: Télam.

En Tucúman un sobrino del Antonio Bussi fue acusado de haber atacado a balazos, desde una camioneta, a un grupo de camiones que transportaban combustibles en Entre Ríos, pasada la medianoche a la altura del kilómetro 110 de la ruta 11, en un paraje conocido como "Los Graneros" y los disparos partieron desde la camioneta que luego fue secuestrada e impactaron en la cabina de un camión que transportaba combustible desde Santa Fe a Paraná.
El ministro del Interior aseguró que el hecho demuestra que "una parte del campo quiere imponer de cualquier forma sus pretensiones" y tildó de "antidemocráticos".

#### 12 de mayo
El 12 de mayo un piquete ubicado en la Ruta Nacional 14, en Gualeguaychú (Entre Ríos), lanzó una rastra con púas contra un camión brasilero que intentaba circular, destruyéndole los neumáticos, que luego le habrían sido repuestos por el mismo piquete. En San Pedro un vehículo que venía desde Rosario intentó circular por la ruta , pero fue interceptado por varias 4x4 0km. Sus ocupantes fueron agredidos por los ruralistas y uno terminó con la nariz sangrando.
En Junín, Buenos Aires, a la noche del mismo día agredieron a un concejal del Frente para la Victoria, Gustavo Traverso con un ataque en su domicilio particular que incluyó huevazos y piedrazos, además de todo tipo de agresiones verbales. El hecho se produjo luego de producirse una marcha de protesta de productores rurales acompañados por militantes de la Coalición Cívica, entre ellos el último candidato a intendente, José María Banfi. Traverso relató que anteriormente hubo amenazas de muerte por parte de productores de la zona y vinculó estos hechos a su postura en favor de la decisión del Gobierno nacional de gravar con retenciones móviles los cultivos de soja y girasol. También por haber presentado pedidos ante el Juzgado Federal de Junín para que se garantice la libre circulación en las rutas y por haber difundido en la última semana una lista de productores morosos crónicos en el cumplimiento del pago de la tasa municipal de red vial. La lista incluye, entre otros, al presidente de la Sociedad Rural de Junín y vicepresidente de Carbap, Francisco Alzari.

### El paro impulsa al alza el precio de la soja
Uno de los efectos del paro agropecuario fue impulsar el alza el precio internacional de la soja, que registró un aumento de siete dólares en la primera quincena de mayo, cerrando a 493,8 USD/Tn, un aumento de casi el 3 % del que se había establecido para el mismo mes en febrero (479,97).

### Espacio Carta Abierta de intelectuales en apoyo al Gobierno
El martes 13 de mayo de 2008, unos 750 personalidades se reunieron en el Café Gandhi de la ciudad de Buenos Aires para constituir un espacio desde el cual expresarse sobre el conflicto de los terratenientes por medio de cartas abiertas, comenzando por la Carta Abierta/1 firmada ese día.
La carta abierta cuestiona duramente el paro agropecuario, debido a lo que consideran una utilización con el fin de desestabilizar el Gobierno de Cristina Kirchner:

Un clima destituyente se ha instalado, que ha sido considerado con la categoría de golpismo. No, quizás, en el sentido más clásico del aliento a alguna forma más o menos violenta de interrupción del orden institucional. Pero no hay duda de que muchos de los argumentos que se oyeron en estas semanas tienen parecidos ostensibles con los que en el pasado justificaron ese tipo de intervenciones, y sobre todo un muy reconocible desprecio por la legitimidad gubernamental.

Algunos de los intelectuales que firmaron la carta abierta fueron:
- Federico Andahazi, escritor
- Cristina Banegas, actriz
- Fernando Birri, director de cine
- Jorge Boccanera, poeta y periodista
- Rodolfo Braceli
- Sergio Caletti
- Manuel Callau, actor
- Nicolás Casullo, escritor y filósofo
- Patricio Contreras, actor chileno-argentino.
- Roberto Tito Cossa, actor y director de teatro
- Jorge Dubatti, crítico teatral e historiador
- José Pablo Feinmann, escritor y filósofo
- León Ferrari, pintor
- Horacio Fontova, músico y actor
- Juan Forn, escritor
- Ricardo Forster, filósofo y ensayista
- Norberto Galasso, historiador
- Néstor García Canclini, antropólogo
- Juan Gelman, poeta
- Octavio Getino, director de cine, narrador e investigador de medios de comunicación
- Julio Godio, sociólogo
- Horacio González, sociólogo, director de la Biblioteca Nacional Argentina.
- Ricardo Halac
- Liliana Heker, escritora, cuentista, novelista y ensayista argentina.
- Carlos Heller, cooperativista, fundador y presidente del Banco Credicoop, diputado nacional
- Noé Jitrik, crítico literario
- Eduardo Jozami, periodista, escritor, activista, director del Centro Cultural de la Memoria «Haroldo Conti»
- Mauricio Kartún, dramaturgo y director de teatro
- Alejandro Kaufman, docente, crítico cultural y ensayista
- Ernesto Laclau, politólogo
- Guillermo Mastrini, investigador y docente
- Mariana Moyano, periodista y docente
- Luis Felipe Noé, pintor
- José Nun, secretario de Cultura de la Nación
- Enrique Oteiza, ingeniero y profesor
- Eduardo Tato Pavlovsky, psicoanalista, psicoterapeuta y actor
- Adriana Puiggrós, política y pedagoga
- Lorenzo Quinteros, actor
- Eduardo Rinesi, filósofo y politólogo
- Guillermo Saccomanno, escritor
- Federico Schuster, filósofo y docente
- Oscar Steimberg, semiólogo y escritor
- Gustavo Varela, filósofo
- Horacio Verbitsky, periodista

## Levantamiento de paro, reunión y nuevo rompimiento del diálogo
El 20 de mayo de 2008, las cuatro asociaciones patronales agropecuarias acordaron levantar el paro con el fin de volver a reunirse para acordar medidas con el Gobierno nacional. Sin embargo, muchos participantes de las medidas de fuerza se opusieron a que se levantaran, en especial, el piquete de la provincia de Entre Ríos, dirigido por Alfredo de Ángeli, quien declaró públicamente que consideraba que la decisión era un error, y convocó a transformar en una asamblea el acto organizado por las organizaciones rurales en Rosario, el 25 de mayo.
El 22 de mayo, el jefe de Gabinete, Alberto Fernández, volvió a reunirse con los representantes empresarios. A la finalización de la reunión, las partes tuvieron manifestaciones disímiles: mientras que el ministro declaró que había sido fructífera, los gremialistas sostuvieron que consideraban negativa la posición del Gobierno, y volvieron a dejar las negociaciones para informar que en el acto del 25 de mayo en Rosario, se analizaría la posibilidad de retomar el paro y bloqueo de rutas.
El 25 de mayo las cuatro organizaciones ruralistas organizadoras del paro convocaron a una gran manifestación pública en Rosario, a la que asistieron entre 200.000 y 300.000 personas, así como los dirigentes de los partidos políticos opositores, en la que se evidenció una fuerte oposición al Gobierno de Cristina Fernández.[cita requerida] El orador más aplaudido fue Alfredo de Ángeli de la Federación Agraria de Gualeguaychú, que sostuvo entre otras cosas que Cristina Fernández «no sabe manejar este país y quiere que seamos nosotros los culpables del caos. Pero que quede claro: si nosotros volvemos a cortar las rutas será por culpa de ellos».
Simultáneamente en Salta, el Gobierno convocó a un acto al que concurrieron entre 70.000 y 150.000 personas, bajo el lema «el país somos todos», en el que habló la presidenta sin referirse al paro agropecuario, pero en el que habló de una Generación del Bicentenario, que debía «seguir construyendo un país con inclusión social y distribución del ingreso».
Para el lunes 26 de mayo las posibilidades de reiniciar el diálogo eran escasas, y las asociaciones empresariales discutían la posibilidad de declarar nuevamente el paro y bloqueo de rutas.[cita requerida]

### Solicitada de artistas contra el paro
El 27 de mayo un grupo de artistas publicaron una solicitada pronunciándose contra el paro, titulada «Una amenaza del pasado que agrede nuestro futuro», firmada entre otros por
Miguel Ángel Estrella,
Leonardo Favio,
José Pablo Feinmann,
León Ferrari,
Griselda Gambaro,
Juan Gelman,
Mempo Giardinelli,
Víctor Heredia,
Teresa Parodi,
Soledad Silveyra y
Mercedes Sosa.
La solicitada sostenía que:

Queremos llamar la atención sobre la radicalización política de las entidades rurales, en la que se percibe la pretensión de un país para pocos, fundado en anacrónicas desigualdades.

## Tercer paro y plan de lucha
El 27 de mayo el Partido Justicialista, presidido por el expresidente Néstor Kirchner, emitió una declaración muy crítica del paro, calificándolo de «antidemocrático ataque con ánimo destituyente».
Poco después, las cuatro organizaciones empresariales de campo, organizadas en una Mesa de Enlace, declararon un nuevo paro de seis días a realizarse desde el día siguiente y acampes en las plazas centrales, lobby sobre los diputados y senadores nacionales 

### Encuestas de opinión
Dos sondeos realizados durante el mes de mayo indicaron una importante oposición de la opinión pública tanto frente al paro agropecuario y los cortes de ruta, así como ante el reclamo ruralista.
El Centro de Estudios de Organizaciones y Productividad (CEOP), dirigido por Roberto Bacman, realizó un sondeo en todo el país entre el 15 y el 19 de mayo, detectando que el 69,2 % de los consultados estaba «muy en desacuerdo» con los cortes de rutas y que un 60 % opinaba que los ruralistas debían levantar el paro.
Por otra parte, un relevamiento nacional realizado por OPSM que dirige Enrique Zuleta Puceiro, indicó que el 53,2 % de los encuestados opinaba que las propuestas del Gobierno nacional «son positivas y buscan contribuir a solucionar los problemas», mientras que un 41,4 % atribuía a los terratenientes ser «los responsables» de la ruptura del diálogo con el Gobierno. Sobre la razón de fondo en el conflicto, el mismo estudio estableció que el 41 % piensa que “el Gobierno tiene la razón”, mientras que el 28,6 % piensa que la razón la tienen los terratenientes y empresarios agrícolas.

### Segunda reforma del sistema de retenciones
El 29 de mayo de 2008, el Gobierno anunció una segunda modificación al sistema de retenciones establecido el 11 de marzo por Resolución N.º 125/2008, complementaria de la anunciada el 31 de marzo.
Las modificaciones están relacionadas con uno de los aspectos más criticados por las organizaciones empresarias en paro, que era la alta tasa de retención establecida en caso de que el precio de los granos superara los 600 dólares considerada confiscatoria por los ruralistas y llevaba a la desaparición de los mercados de futuros.
El Gobierno decidió bajar esa tasa al 52,7 % y subir la hipótesis a 750 dólares. Similares reducciones se establecieron para el trigo, el maíz y el girasol.
Las entidades agropecuarias rechazaron la medida, sosteniendo que la reforma solo está referida a los mercados de futuros y a la eventualidad de que el precio de la soja llegue a 600 dólares/tn.
El precio de la tonelada de soja en 2007 era de 272 dólares, y alcanzó 506 dólares/tonelada en el mercado de futuros de Chicago para el mes de septiembre de 2008.
Luego de las críticas del sector, se suspendió la sanción del acto administrativo para implementar la reforma anunciada.

### Intervención de la justicia penal y detención de ruralistas
El viernes 30 de mayo, agentes de la Prefectura Naval Argentina (dependiente del Ministerio de Justicia a cargo de Aníbal Fernández) detuvieron a ocho productores rurales por la quema de pastizales y el corte de la Ruta Nacional 9 en la localidad de San Pedro, por orden del juzgado federal de San Nicolás de los Arroyos, bajo los cargos de estrago y resistencia a la autoridad. La decisión fue tomada luego de que el juez ordenara desbloquear la ruta y los terratenientes se negaran a acatar la orden judicial. Entre los detenidos se encontraba el presidente de la sociedad rural local, Raúl Víctores.
Luego de prestar declaración indagatoria los ruralistas fueron liberados diez horas después de ser detenidos.
CARBAP (Confederación de Asociaciones Rurales de Buenos Aires y La Pampa), rechazó la decisión judicial, exigió la inmediata libertad de los detenidos y acusó al Gobierno nacional de promover la intervención judicial, considerando la actitud como "de intimidación y provocación al sector" y violatoria "del derecho constitucional de protestar".
Durante la jornada, en San Pedro y Gualeguaychú (Entre Ríos) se realizaron cortes esporádicos en las Rutas 9 y 14 respectivamente, en repudio a las detenciones.

### Nueva extensión del paro
El 3 de junio las cuatro organizaciones que declararon el paro, decidieron una nueva extensión del paro por siete días más, alcanzando así los 42 días de paro y bloqueo de rutas efectivo.
Simultáneamente, la agrupación de piqueteros de la Corriente Clasista y Combativa, decidió integrarse al paro ruralista, tomando la Municipalidad de Gualeguaychú durante una horas y luego instalando un "acampe" en la plaza central de esa ciudad.

### Paro patronal transportista
El 4 de junio, ante la decisión de las entidades ruralistas de extender el paro, la Federación de Transportistas, tomó la decisión de realizar un paro patronal con corte de rutas, en protesta del paro agrario que les impide desarrollar sus actividades.
El paro transportista fue criticado por Eduardo Buzzi, uno de los organizadores del paro agropecuario:

Lo que hacen los transportistas no ayuda, yo entiendo que los camioneros están sin trabajar, y les pido disculpas, pero esto aparece casi como algo en contra de los productores. Ahora ponen al país en un problema, esto entorpece y enrarece al conflicto del «campo».

### Desabastecimiento y declaración de la Iglesia Católica
El 5 de junio comenzó a hacerse sentir en las ciudades el desabastecimiento y aumento de precios, a la vez que los medios de comunicación difundieron imágenes sobre camiones tirando leche en los cortes de ruta.
El mismo día la Iglesia católica dio a conocer una declaración titulada "La Nación requiere gestos de grandeza", en la que alerta sobre el retorno del país a situaciones de "fragmentación y enfrentamiento", sostiene que "aunque hubieran reclamos justos, no es en las calles ni en las rutas donde solucionaremos nuestros problemas", y le pide "al Gobierno de la Nación que convoque con urgencia a un diálogo transparente y constructivo, y a los sectores en conflicto que revean las estrategias de reclamo".

## Levantamiento oficial del paro, continuación irregular y paro transportista
El 6 de junio, luego de 42 días efectivos de paro, las cuatro entidades empresarias que declararon el paro decidieron levantarlo. Sin embargo varias filiales y piquetes ruralistas manifestaron su desacuerdo con la decisión de las cúpulas, para mantenerse a la vera de las rutas, aparentemente sin bloquear el paso pero con el fin de hacer presión, por su presencia. Asimismo, desobedeciendo la decisión de las asociaciones ruralistas, los productores rurales decidieron continuar con el paro patronal parcial y no comercializar los granos cosechados en mayo. Entre los principales grupos disidentes se encuentra el bloqueo de la estratégica Ruta Nacional 14 (Ruta del Mercosur), ubicado en Gualeguaychú, liderado por el dirigente de la Federación Agraria Argentina, Alfredo de Ángeli. Entre tanto, para los días 11 al 13 de junio, las comunicaciones viales en el país continuaban interrumpidas debido a la presencia de más de 200 piquetes de transportistas, que sostienen que aún no se han garantizado sus posibilidades de circular libremente y transportar los granos.
También se registraron algunas escenas de violencia en los piquetes, incluyendo un ataque a tiros contra un convoy de combustible.

### Récord del precio de la soja: U$S 573
El 13 de junio de 2008, el precio de la soja alcanzó un nuevo récord, llegando a U$S 573 para el mes de agosto (mercados de futuro en Chicago). El récord implica un aumento del 27 % desde el 1 de enero de 2008 y del 186 % desde 2004.

### Detenciones y manifestaciones
El 14 de junio Gendarmería Nacional recibió la orden de liberar al tránsito la Ruta Nacional 14, que seguía cortada a la altura de Gualeguaychú. En el procedimiento resultaron detenidas algunas de las personas que bloqueaban la ruta, entre ellos el líder del piquete de Gualeguaychú, Alfredo de Ángeli. A la tarde se produjo una manifestación de habitantes de Gualeguaychú reclamando la libertad de los detenidos, los cuales fueron liberados poco después por orden judicial, luego de ser realizarse las actuaciones correspondientes. Por la noche se registraron manifestaciones a favor y en contra del paro ruralista en Gualeguaychú y Buenos Aires.

### Exportación de granos y subproductos
A mediados de junio fuentes de la Aduana dieron a conocer que durante los primeros cinco meses del año, pese al paro y al bloqueo, las exportaciones de granos aumentaron en 893.000 toneladas.
Según estas mismas fuentes:

(...) los datos de Aduana reflejan que por esas ventas los exportadores percibieron, luego de descontar las retenciones, 10.399 millones de dólares, un 63 por ciento más que los 6.371 millones de dólares que habían conseguido en los primeros cinco meses del año pasado(...) Las cifras revelan que el paro no es para las exportaciones, como aseguran las cuatro entidades del sector: la protesta, y su consecuente escasez de alimentos, la padecen los consumidores argentinos (del total de las ventas externas de soja, el 80 por ciento se registró durante el período del conflicto, entre mediados de marzo y fines de mayo, ya con las nuevas retenciones). El fuerte crecimiento de los despachos al exterior da cuenta del excelente momento que vive el sector. (...) Los productores aseguran que con las nuevas retenciones móviles la soja dejó de ser negocio, pero hasta el 31 de mayo llevaban embarcados 3,78 millones de toneladas de la polémica oleaginosa, un 18 por ciento más que en la misma fecha de 2007. (...) Aún con la suba de las retenciones, los exportadores recibieron por la soja 1363 millones de dólares, un 70 por ciento más que en los primeros cinco meses del año pasado.

Mientras tanto, integrantes del sector declararon que "muchos productores de la zona núcleo llegan al puerto por caminos alternativos; otros más alejados están utilizando barcazas en lugar de camiones." Y agrega que "la estrategia de levantar el lockout por una o dos semanas para negociar fue permitiendo, aun con fuertes embotellamientos, la llegada a puerto de los camiones que fueron detenidos durante el conflicto"

## Cuarto paro
El 15 de junio, con las rutas de la región pampeana afectadas por cortes de transportistas y ruralistas, las cuatro entidades ruralistas declararon un nuevo paro, el cuarto, a partir de la 0 horas.
Las asociaciones rurales también convocaron a la población a una «jornada nacional de protesta» para el 18 de junio.
Por su parte, la Federación de Municipios llamó a una movilización en Plaza de Mayo contra la «extorsión» de las patronales agropecuarias.

### Denuncias de desestabilización y crisis institucional
El cuarto periodo de conflictos estuvo marcado por las acusaciones mutuas, entre los sectores en conflicto, de desestabilizar al Gobierno nacional y las instituciones que garantizan el gobierno democrático. El dirigente Luis D'Elía de la FTV-CTA, en declaraciones públicas acusó a Eduardo Duhalde, al Grupo Clarín, y a los dirigentes ruralistas de conspirar para derrocar al Gobierno nacional, remarcando la participación del expresidente como líder de dicha conspiración.

En dichas declaraciones, Luis D'Elía invoco el artículo 21 de la constitución argentina, artículo que obliga a todo ciudadano "a armarse en defensa de la patria y de la Constitución".
Las acusaciones del dirigente sindical, y en especial la alusión al artículo 21 de la Constitución, generaron expresiones de crítica y repudio.

Por su parte, los abogados Ricardo Monner Sans y Alejandro Sánchez Kalbermatten, sobre la base de las declaraciones de D'Elía, presentaron una denuncia penal contra el expresidente Eduardo Duhalde, ante el juez Daniel Rafecas, quien la desestimó sin más trámites, sosteniendo que «este tipo de exclamaciones lanzadas por actores políticos en el marco de una contienda por intereses contrapuestos [...] son fundamentales para la reproducción y el ejercicio de la democracia».
En otra denuncia similar, el político justicialista José Luis Seoane denunció penalmente al expresidente Néstor Kirchner acusándolo de organizar un golpe de Estado contra su esposa, la presidenta Cristina Kirchner.
Hasta el 7 de julio de 2008, no se habían publicado novedades sobre la marcha de esta última denuncia.
El día 15 de junio, el escritor Mempo Giardinelli publicó en el diario Página/12 (de Buenos Aires) un artículo titulado «El golpe y la torpeza», en el que sostenía abiertamente que el país se encontraba ante un movimiento que buscaba derrocar al Gobierno.

Ya no es solo el sector rural ―completamente sobrepasado por la irresponsabilidad de sus cuatro dirigencias―; este es un golpe forzado por la ultraderecha y la ultraizquierda vernáculas, a fuerza de mentira periodística, de fogonear el miedo con mails incendiarios y de programas de telebasura que han posicionado un hartazgo que no es más que hartazgo de la mala onda mediática pero astutamente disimulado. Han enfurecido a una parte de la sociedad. Han hecho todo lo que antaño precedía a los golpes militares.

Por la tarde del día 15 de junio, el jefe de Gabinete Alberto Fernández denunció que algunos sectores estaban utilizando el paro agropecuario para realizar una "desestabilización" del Gobierno de Cristina Fernández.

¿O es que estamos todos locos? Esto ya no da para más. A Cristina yo le pido que transe, que ponga la retención fija en algún porcentaje algo menor que el actual, y que con subsidios los precios no lleguen al consumidor. Y deje que el Poder Judicial los llame a los más incorregibles para que expliquen cómo justifican la grosera burla a la Constitución nacional que han hecho. ¿Esto sería hocicar? No, el que es fuerte sabe que a veces conviene dar un paso atrás, pero sin perder de vista los movimientos del otro. Todos se lo vamos a agradecer. ¿Y quieren un pronóstico? Dentro de un año, nadie se va a acordar de qué pasó, ni de quién ganó.
Carlos Germano (sociólogo, fundador del Instituto Di Tella)

Personalmente, tengo buena relación con todos los sectores presuntamente enfrentados. Y no veo, de ninguna parte, una salida concreta. El acuerdo parece estar tan cerca como tan lejos. Lo único que puedo afirmar es que el conflicto es tan profundo. Es tan profundo que no sabemos qué puede generar.
En estos casi 100 días, desde la Red Solidaria hemos estado corriendo una carrera particular en medio de esta crisis que ya no se sabe si es económica, política o social. Nuestra carrera es contra una muerte en la ruta, contra una tragedia. Hasta aquí la vamos ganando, de milagro. Y tengo el mismo temor por la muerte que por la institucionalidad. Es el momento de reforzar las instituciones, de debatir, de hablar de democracia y reivindicarla cada día más.
Juan Carr (presidente de Red Solidaria)

La confrontación como metodología no es el problema. Sí lo es el hecho de desplegarla en una sociedad que no posee mediaciones legítimas (partidos, sindicatos, organizaciones empresariales). Este conflicto no institucionalizado, que se expresa en calles y rutas, se ha concentrado hoy peligrosamente en dos bandos, con la opinión pública como el fiel de la balanza y la liga de gobernadores e intendentes como el sustento básico y crítico de la gobernabilidad.
Luis Tonelli (Politólogo)

Por su parte el dirigente ruralista Alfredo de Ángeli declaró que el paro podría «continuar 100 días más», a la vez que sostuvo que "el país está al borde de la anarquía" y que se encuentra preocupado por la posibilidad de una "revolución social".
El 17 de junio el diario La Nación (Buenos Aires) tituló en tapa «Cordura, para evitar la crisis institucional».
Asimismo, la UCR desmintió puntualmente que existiera algún sector que estuviera buscando desestabilizar al Gobierno.
En sentido contrario, Elisa Carrió, líder de la Coalición Cívica, acusó el 4 de julio de 2008 al vicepresidente Julio Cobos, de formar parte de una conspiración golpista contra la presidenta Fernández, junto con el expresidente Eduardo Duhalde. El 21 de mayo, en Coronel Suárez, sectores ruralistas produjeron un ataque al intendente de esa localidad, Ricardo Moccero, a quien un grupo de ruralistas interceptaron para insultarlo y tirarle objetos, comandados por Ulises Forte, vicepresidente de la Federación Agraria y primer candidato a diputado nacional por la UCR pampeana.

### Cacerolazos contra el Gobierno

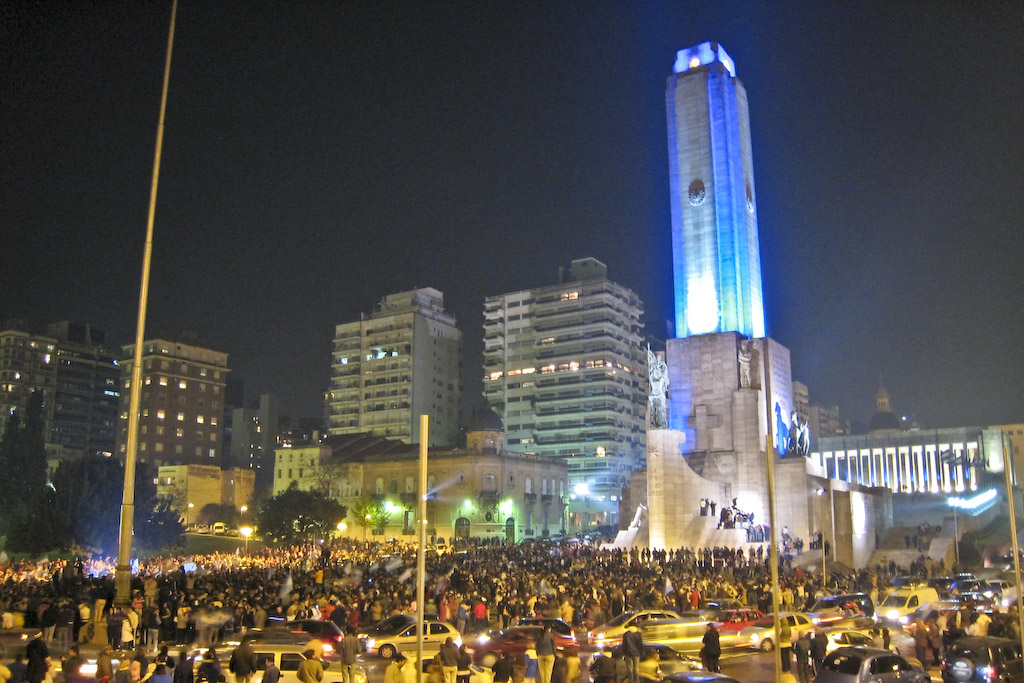
Cacerolazo contra el Gobierno en Rosario (provincia de Santa Fe) el 16 de junio de 2008).

#### 14 de junio
La tarde del sábado 14 de junio de 2008, fue una de las más complicadas y de mayor tensión en el conflicto entre el empresariado rural y el Gobierno. La Gendarmería Nacional Argentina, bajo la orden del Ministerio de Justicia, Seguridad y Derechos Humanos Aníbal Fernández frenó el corte de la RN14 a la altura de Gualeguaychú y detuvo al líder de la protesta, Alfredo de Ángeli. Los manifestantes intentaron impedir el accionar de la fuerza de seguridad, generándose algunos forcejeos cuando lo llevaban detenido. Ante esta situación, esa misma tarde miles de manifestantes en todo el país salieron nuevamente con cacerolas a las calles, en diferentes ciudades del interior y en barrios de la Capital Federal. Grupos de manifestantes porteños marcharon hacia la Plaza de Mayo mientras que los residentes en la zona norte del Gran Buenos Aires lo hacían la Quinta Presidencial de Olivos.
En tanto que en la Quinta Presidencial de Olivos, varios grupos de manifestantes apoyados por piqueteros opositores de la Corriente Clasista y Combativa, fueron agredidos por grupos adeptos al Gobierno, bajo la inacción de la Policía Bonaerense.
Un día antes, el 13 de junio, se había realizado un ruidoso y masivo cacerolazo frente a la residencia en reclamo de mayor seguridad tras el asesinato del comerciante Ernesto Mata, ocurrido en la localidad de Martínez, San Isidro.

#### 16 de junio
El 16 de junio por la noche se realizaron "cacerolazos", acompañados de los habituales "bocinazos" y un "apagón" (de poca adhesión) contra el Gobierno en varias ciudades del país.
La protesta fue coordinada desde Rosario, por medio de mensajes de texto en celulares, disponiéndose su inicio para las 20 horas. y se produjo en distintos puntos de la ciudad de Buenos Aires, como Palermo, Barrio Norte, Belgrano y Caballito, entre otros puntos.
En el conurbano bonaerense se registraron protestas en Vicente López, Olivos (frente a la Quinta Presidencial), San Isidro, Tigre, Ciudad Jardín, Villa Ballester y otros distritos del norte del Gran Buenos Aires. También se escucharon cacerolas en las principales ciudades del Interior, como Córdoba, Rosario, Santa Fe, Posadas, Salta, Resistencia, Mar del Plata, Mendoza, Carmen de Patagones, Bariloche y Neuquén, entre otras.
Simultáneamente, diversos partidos políticos de la oposición, como la Propuesta Republicana de Mauricio Macri,
la UCR,
la Coalición Cívica de Elisa Carrió,
coincidieron en reclamar al Gobierno la "pacificación del país". A su vez, el jefe de gobierno de la Ciudad de Buenos Aires, Mauricio Macri, exigió no realizar el acto de apoyo al Gobierno convocado en esa ciudad para el 18 de junio de 2008.
En sentido contrario, el sindicato de empleados bancarios declaró una huelga con movilización de apoyo al Gobierno, para el día 18 de junio, «en defensa de la democracia».
Poco después, la Confederación General del Trabajo (CGT), declaró una huelga general «por el diálogo y en defensa del Gobierno popular». En su convocatoria a la huelga, la CGT declaró que:

Debe concluir de forma inmediata la protesta salvaje de los cortes de ruta, sean parciales o totales, porque ocasionan serios perjuicios a la actividad económica... Más allá de las protestas vividas ayer, que expresaron el cansancio de un sector de la sociedad, la presencia en ellas de dirigentes de la Sociedad Rural Argentina (SRA) y las expresiones de políticos opositores demostraron la intencionalidad política de esmerilar la capacidad de gestión del Gobierno... (Esa presencia intenta abortar) la redistribución de la riqueza para favorecer a los sectores económicos más concentrados, como ocurrió hasta 2001... Los trabajadores no quieren vacío de poder, cacerolas batientes ni salidas proféticas sino respeto a la ley y a la soberanía".

El 17 de junio la presidenta de la Nación anunció su decisión de enviar un proyecto de ley sobre retenciones al Congreso Nacional, a los fines de que sea ese el ámbito donde se resuelva definitivamente el conflicto (ver sección especial).

### Movilización de apoyo al Gobierno

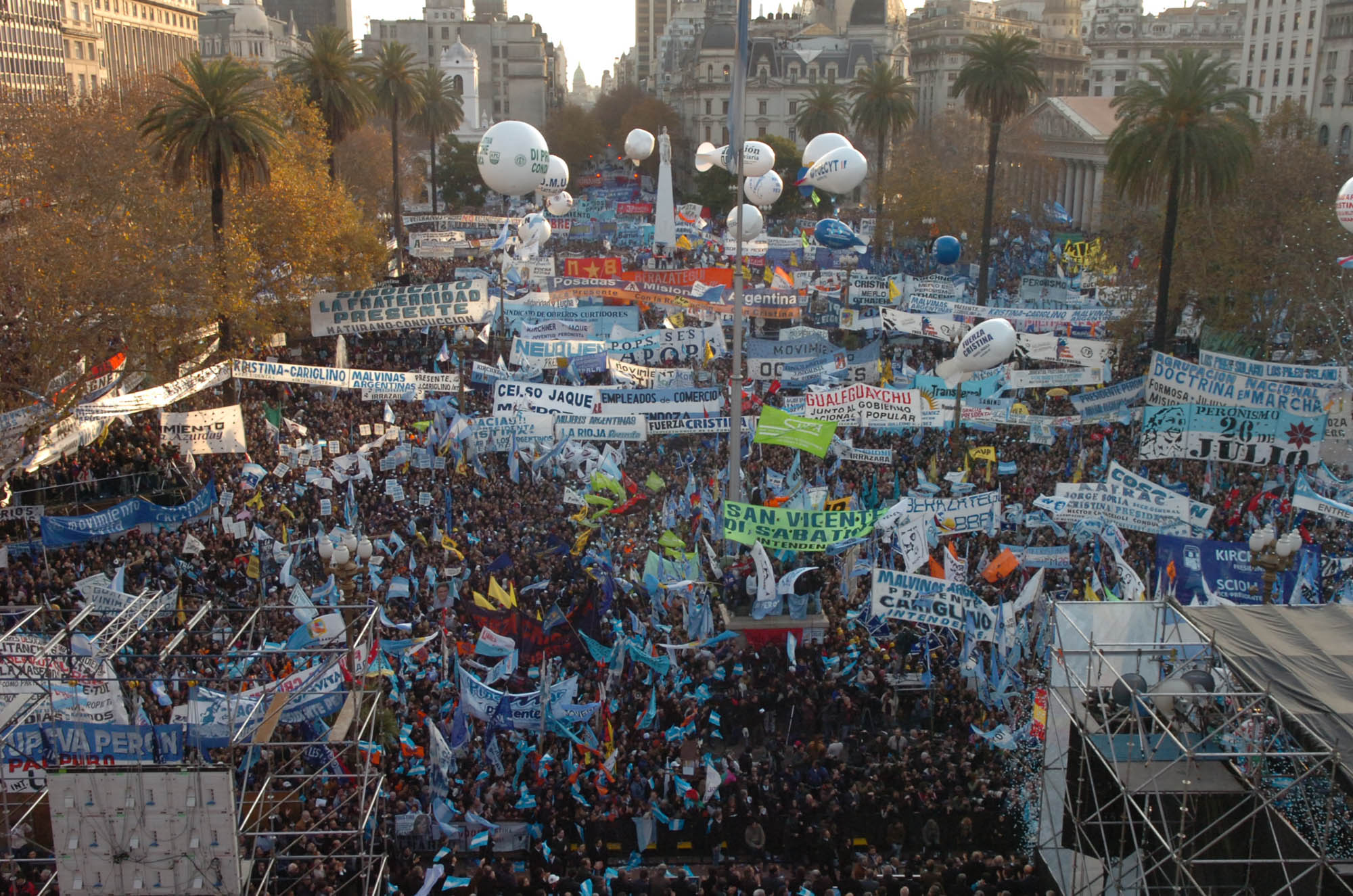
Movilización de apoyo al Gobierno, en Plaza de Mayo, el 18 de junio de 2008.

El 18 de junio de 2008, los sectores políticos adherentes a la decisión del Gobierno, realizaron una movilización multitudinaria a Plaza de Mayo. En la ocasión la presidenta Fernández de Kirchner habló frente a los manifestantes y en un discurso, considerado duro por los medios de comunicación, exigió a los ruralistas «liberar las rutas en nombre de la ley».
Después del acto, volvió a reunirse la Mesa de Enlace de las cuatro organizaciones agropecuarias, donde decidieron continuar el paro agropecuario hasta las 24 h del viernes 20 de junio.

### Desabastecimiento y despidos
Superados los tres meses desde que se inició el conflicto, el desabastecimiento de productos esenciales, sobre todo alimentos y combustibles, se hizo notable en la mayor parte del país, a la vez que miles de trabajadores comenzaron a ser despedidos, por la imposibilidad de la industria de recibir materias primas o transportar sus productos.
El 20 de junio las dos entidades patronales que agrupan a los supermercados, publicaron una solicitada solicitando el inmediato levantamiento de los cortes de ruta:

Los numerosos cortes de ruta afectan al transporte de mercaderías en general, no solo a los granos de exportación, y han puesto en situación crítica la logística de todas las cadenas de supermercados... Pese a los extraordinarios esfuerzos realizados por todas las empresas del sector buscando rutas alternativas para garantizar el suministro de sus depósitos y bocas de expendio, la duración e intensidad de la interrupción de la libre circulación por las rutas pone en serio peligro la cadena de abastecimiento... Por ello, y primando el interés y el derecho de la población al libre acceso al consumo diario, solicitamos el inmediato levantamiento de los cortes de ruta que impiden el traslado de mercaderías en todo el territorio nacional.

La solicitada fue firmada por la Asociación de Supermercados Unidos (ASU), en la que se agrupan Coto, Wal Mart, Jumbo, Disco, Eki, entre otros, y la Cámara Argentina de Supermercados, donde están asociados Carrefour y varias cadenas del interior del país.
El mismo día, la Unión Industrial Argentina, principal asociación patronal de la industria, emitió una declaración, alertando sobre la interrupción de la actividad económica general que está causando el paro agropecuario y el aumento de los despidos y suspensiones de personal, reclamando "retomar el diálogo, normalizar la circulación y permitir el abastecimiento de insumos".

### Hechos de violencia
Nuevamente se produjeron hechos de violencia, entre otros en el piquete que bloqueaba la Ruta Nacional N.º 14 en Gualeguaychú, donde se intentó linchar a un conductor que, según quienes cortaban la ruta, casi habría atropellado a un chico al intentar evitar el piquete,
Por otra parte volvieron a producirse incendios en la zona de San Pedro, el delta de Buenos Aires y Gualeguyachú, similares a los del mes de abril; a diferencia del caso anterior, en esta oportunidad, tanto los ruralistas como las autoridades coincidieron en considerar que se trató de incendios intencionales.
En Santa Fe, el exgobernador Carlos Reutemann denunció haber sido agredido por un grupo de jóvenes que incendiaron una de sus cosechadores en protesta contra las retenciones aplicadas. 
En tanto un matrimonio que viajaba desde San Jorge hacia Rosario había superado uno de los cortes utilizando la banquina, por lo que fue interceptado y golpeado por un grupo de productores. Unos 15 hombres rodearon el auto y en cuanto el conductor bajó la ventanilla, le dieron un puñetazo en tanto sacaron a su señora del auto y la empujaron. Los ruralistas los amenazaron y con un elemento metálico le rompieron los vidrios, se subieron al capó y al techo, dejando la chapa del vehículo completamente abollada. También fueron atacadas por terratenientes ambulancias que trasladaban heridos en las rutas cortadas. 
En un piquete de la Sociedad Rural en la zona más rica de Santiago del Estero, atacaron a un hombre que viajaba con sus hijos, su mujer y su nieta; fue brutalmente atacado en un corte que realizaban productores.
El fiscal Guillermo Marijuán denunció ante la justicia federal a Alfredo de Angelli por intimidación pública, acopio de armas e incitación a la violencia. La denuncia recayó en el juzgado de Marcelo Martínez di Giorgio, tras declarar que llevaban todo tipo de armas en los bloqueos. días después el fiscal federal Jorge Di Lello dictaminó a favor de la apertura de una investigación penal en la denuncia que formuló su colega Guillermo Marijuán Di Lello emitió su dictamen a pedido del juez subrogante, Marcelo Martínez de Giorgi, en quien recayó la denuncia de Marijuán. Un productor rural realizó una denuncia judicial tras recibir una amenaza de muerte por no plegarse a la medida.
El sábado 16 de junio, el exintendente de Trenque Lauquen, Jorge Barrachia  por  UCR y ARI dispersó una movilización a los tiros.

Yo que sé si no me van a quemar la casa. La violencia genera violencia. Evidentemente no es muy elegante que yo tenga que tirar tiros, pero cuando te violan la propiedad e intentan prenderla fuego…
Jorge Barrachia

El 20 de junio un bus que transitaba por la provincia de Santa Fe, sufrió un serio accidente, en el que resultaron heridas 35 personas, luego de tener que tomar por un camino alternativo en mal estado a causa de un bloqueo de ruralistas. Luego dos de las ambulancias necesarias para transportar a los heridos fueron bloqueadas y atacadas por otro bloqueo ruralista, arrojando una rastra sobre la ruta cuando pasaban, para romperles luego los vidrios. 
En Santa Fe dos camiones que transportaban hacienda fueron atacados a balazos por los sectores manifestantes el jueves 12 de junio. El segundo episodio fue denunciado cerca de Jesús María, donde se aseguró que un auto y una camioneta cerraron el paso de un camión con vacas y que sus ocupantes hicieron disparos para obligar al camionero a alejarse del lugar. El día anterior también habían sido atacados seis camiones que transportaban combustible en la localidad entrerriana de Victoria. El 19 de marzo, por su parte, un ómnibus de FlechaBus que viajaba de Tucumán a Buenos Aires fue baleado cerca de Termas de Río Hondo, en Santiago del Estero.
El jueves 27 de marzo en Laboulaye dos camioneros perdieron el control de sus vehículos ya que los productores habían arrojado clavos a las rutas. Dos camionetas fueron volcadas y destruido su campamento. Uno de los camioneros debió ser internado como consecuencia de un infarto. Ese mismo día también hubo incidentes en Río Cuarto, sobre la Ruta 30, cuando los ruralistas impidieron a golpes la salida de un camión desde un frigorífico. En tanto un camionero que transportaba pañales fue agredido por un grupo de productores en el cruce de la Ruta Nacional 8 y la provincial 4, en cercanías de la localidad de La Carlota, los productores arrojaron una rastra para pincharle las cubiertas debajo del acoplado del camión y un grupo lo siguió en camionetas para pararlo. Al lograrlo, bajaron al conductor y al acompañante y los golpearon, el camión terminó con varios impactos de elementos contundentes y disparos de armas de fuego. En tanto ruralistas en Olavarría, el 3 de junio quemaron el auto de una familia en la puerta de su casa porque en uno de los vidrios tenía una calcomanía con la leyenda: “Soy peronista; estoy con el Gobierno”.

### Acciones judiciales contra las retenciones
El 5 de junio las resoluciones del poder ejecutivo que modifican las retenciones, y fueron causa inicial del conflicto, son declaradas inconstitucionales por un juzgado federal.
El fallo basa gran parte de su decisión en la irregularidad de la forma en que se llegó a la aplicación de dichas resoluciones, ya que es competencia del poder legislativo dictar este tipo de resoluciones, según lo que establece el sistema republicano establecido por la constitución argentina. Sin embargo no sienta ninguna precedencia sobre el carácter confiscatorio de dichas medidas impositivas, carácter que le correspondiera de determinarse que se trata de un impuesto que percibe más del 33 % de la renta. 
Las razones sobre esta falta de decisión sobre el tema se fundamentan en la falta de claridad sobre la naturaleza de las retenciones, y sobre cuál es el porcentaje realmente percibido por cada individuo en la cadena de valor de la producción agropecuaria. 
Gobernadores opositores dentro del partido justicialista utilizaron el asentamiento del fallo para promover recursos de amparo sobre resoluciones previas del actual y el anterior Gobierno, y el ministro de Justicia advirtió que la presidencia apelaría el fallo.
Sin embargo, la resolución declarada inconstitucional sería enviada al Congreso como proyecto de ley, cuya aprobación apelaría el fallo.

## Tratamiento legislativo sobre el proyecto de retenciones
Artículo principal: Proyecto de Ley de Retenciones y Creación del Fondo de Redistribución Social

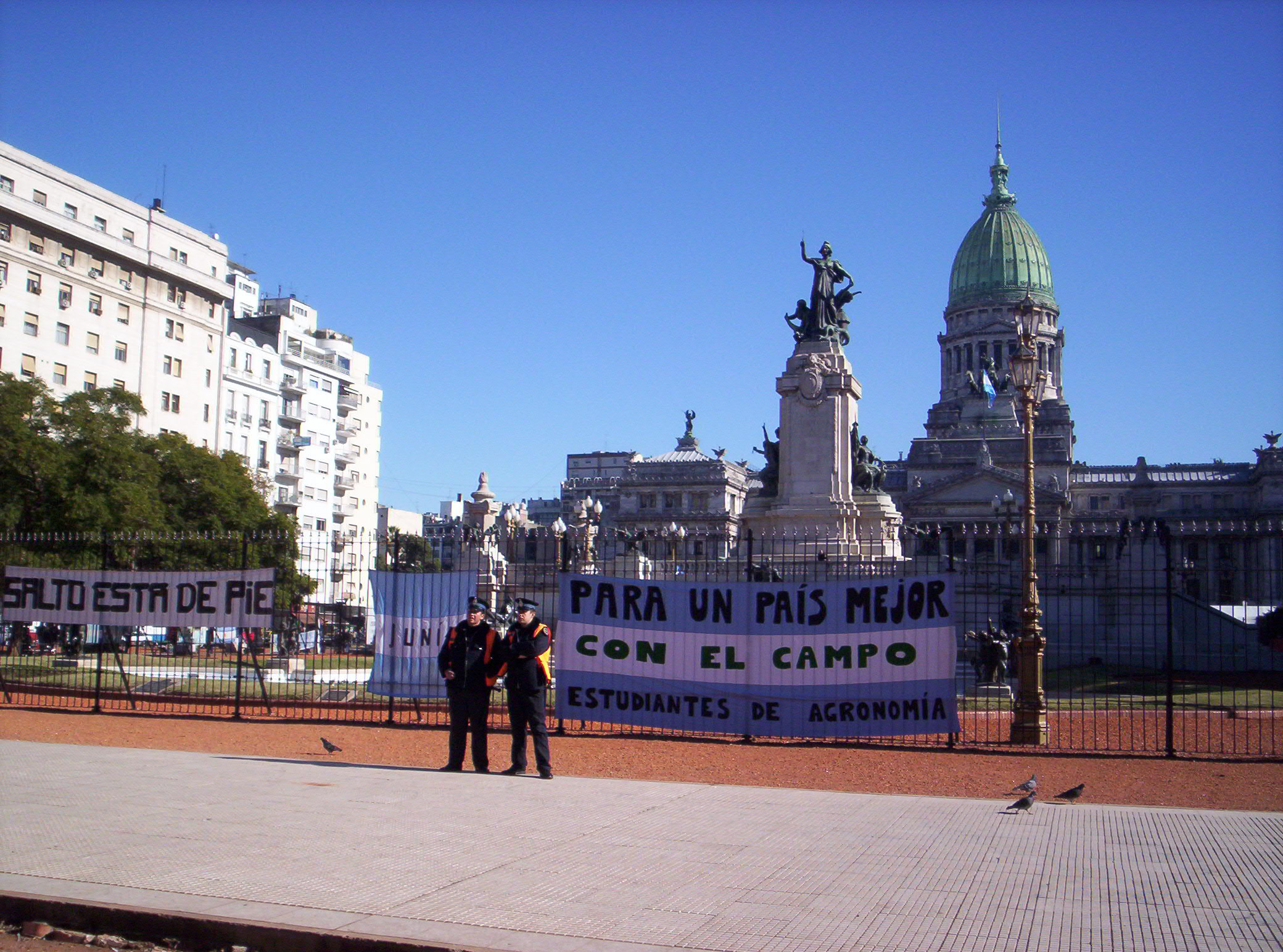
Dos policías custodian la Plaza del Congreso, detrás se pueden ver carteles en apoyo al paro.

El Proyecto de Ley de Retenciones y Creación del Fondo de Redistribución Social fue anunciado el 17 de junio de 2008 por la presidenta Cristina Fernández de Kirchner por cadena nacional. De esta forma, lo enviaba al Congreso Nacional con el fin de ratificar o derogar la Resolución 125/08, sus modificaciones, y para la creación un Fondo de Redistribución Social, formado con la recaudación impositiva que excediera el 35 % de las retenciones a la soja y sus derivados.
El tratamiento en el Congreso fue intenso y trajo consigo polémicas que despertaron el debate en la sociedad argentina; incluso hubo denuncias de amenazas en la Cámara de Senadores.
El proyecto terminó derogando la Resolución 125/2008 gracias al voto negativo de Julio Cobos. Esto trajo consigo la caída del precio de la soja en el mercado.

## Efectos económicos del paro
El paro produjo una pérdida económica directa de 4200 millones de dólares ―unos 100 millones de dólares por día― para los 42 días de paro efectivo decretados entre el 13 de marzo y el 9 de junio. A ello hay que sumar las pérdidas que sufridas por las empresas exportadoras por los juicios debido a la no entrega de mercadería en término.
El paro también afectó el normal abastecimiento de alimentos a la población, produciendo aumentos considerables en los precios de estos. Según varias consultoras, la medida de fuerza tuvo una incidencia directa en la aceleración de la inflación del período, no solo por el impacto directo derivado de la baja en la oferta de alimentos sino por el cambio en las expectativas respecto de la evolución de los precios en general.

## Quinto paro agropecuario
El 3 de octubre de 2008 las organizaciones ruralistas declararon un nuevo paro por seis días con cortes parciales de rutas en caso de ser necesario, para reclamar la completa anulación de las retenciones a la exportación y otras medidas económicas favorables a los productores agrarios, entre ellos apoyo del Estado frente a la fuerte sequía que los afectaba.
El paro se decidió luego de que consideraran insatisfactorio el diálogo llevado adelante entre los productores y propietarios rurales y el Secretario de Agricultura Carlos Cheppi. Por su parte el Gobierno anunció un Plan Agropecuario Nacional, para dar respuesta a los reclamos de los terratenientes.

### Baja del precio de la soja y retenciones fijas
A partir del mes de septiembre de 2008 el Estado estadounidense comenzó a intervenir en los mercados de granos con el fin de eliminar los fondos especulativos que habían impulsado el alza de los precios en el primer semestre del año. La medida produjo un sinceramiento de los precios que comenzaron a caer al nivel que se encontraban en 2007, guiándose por la propia lógica de la oferta y la demanda real de granos.
El precio de la soja volvió así a los valores de 2007, ubicándose en 318 USD el 16 de octubre, luego de alcanzar un pico récord de 602 USD en julio.
La vuelta del precio de los granos a los valores previos a la crisis especulativa, provocó un problema derivado de la derogación por el Congreso de la Nación, del sistema de retenciones móviles establecido por la Resolución 125/2008, para establecer una tasa fija del 35 %. Según el sistema de retenciones móviles derogado, la tasa para la soja debió haber sido de 30,01 % (para un precio de 318 USD), es decir un monto considerablemente más bajo que el impuesto por el Congreso.